# لوريس بطيء
اللوريسات البطيئة أو هَيْجَع هي مجموعة من عدة أنواع من الرئيسيات المنثنية المنخرين الليلية التي تشكل جنس Nycticebus. وجدت في الجنوب وجنوب شرق آسيا، يتراوح وجودها فيما بين بنغلاديش وشمال شرق الهند في الغرب حتى الفلبين في الشرق، وبين مقاطعة اليونان في الصين في الشمال إلى جزيرة جاوة في الجنوب. وبالرغم من أنه تم التعرف على عدد قليل من التصنيفات السابقة العديدة من أنواعها الشاملة، فهناك الآن ما لا يقل عن ثمانية تعتبر صحيحة وهم: اللورس البطيء صّندا «نيكتثيبيوس كوكانجو»، ولورس بينغال البطيء «نيكتثيبيوس بيغالينسيس»، ولورس بايجيم البطيء «نيكتثيبيوس بيجيميوس»، ولورس جوان البطيء «نيكتثيبيوس جافانوس»، ولورس جزيرة بورنيو «نيكتثيبيوس مينجنسس» (نيكتِثيبس مينجنسس، نيكتِثيبيوس بنكانوس، نيكتِثيبيوس بورنينوس، نيكتثيبيوس كايان). وفصائل المجموعة الأقرب تعتبر لورسايديات أخرى مثل: اللوريسيات الرفيعة، وبوتوس، وبوتوس الخادعة، والأنجونتيبو. كما أنها ترتبط ارتباطًا وثيقًا باللورسايديات المتبقية (الأنواع المختلفة من الجالاجو)، فضلًا عن الليمور في مدغشقر. فتاريخها التطوري غير مؤكد حيث إن سِجلها الأحفوري غير مكتمل بعد، والنتائج التي قدمتها الساعة الجزيئية لا تزال غير متناسقة.
لدى اللوريسيات البطيئة رأس مستدير، وخطم ضيق، وعيون كبيرة، ومجموعة متنوعة من أنماط التلون المميزة التي تعتمد على الأنواع. فأذرعهم وأرجلهم متساوية تقريبًا في الطول، وجذعهم طويل مما يسمح لهم بالدوران والامتداد لفروع الأشجار القريبة. أما عن اليدين والقدمين، فلديهم العديد من الميزات الخاصة التي تمنحهم قبضة مثل الكماشة، وتمكنهم من التشبث بالفروع لفترات طويلة من الزمن. وللّوريسيات البطيئة لدغة سامة، وهيّ سمة نادرة بين الثدييات، وفريدة عند رئيسيات اللورسيدات. ويتم إنتاج هذا السُم عن طريق لعق غدة على ذراعهم، واختلاط إفرازاتها باللعاب لتنشيطه. فلدغتهم السامة تعتبر رادعًا للضواري؛ حيث تعرض فراءهم لهذا السُم خلال التنظيف الشخصي، كشكل من أشكال الحماية لأطفالهن الرضع. تتحرك اللورس ببطء وبشكل متعمد، صادرة ضجيج قليل أو لا تصدر أية صوت، لكن عندما تهدد بالخطر، تتوقف عن الحركة وتبقى ساكنة. فضواريهم المُوثقة منها- التي لا تمت للبشر بصلة- تشمل الثعابين، والصقور، والنسور، وإنسان الغاب، حتى القطط، وقطط الزباد، ودببة الشمس مُشتبه بهم. لا يعرف الكثير عن بنيتهم الإجتماعية، ولكن من المعروف أنهم يتواصلون عن طريق تمييز الرائحة. الذكور منها إقليمية للغاية. وتتكاثر اللوريسيات البطيئة ببطء، ويقف أطفالهم الرضع في البداية على الفروع، أو يحملهم أحد والدان. إنهم حيوانات آكلة للحوم، تتغذى على الحيوانات الصغيرة، والفاكهة، وصمغ الشجر، وغيرها من النباتات.
إن كافة أنواع اللوريس البطيء قد تم تحديدها قبل عام 2012 على أنها إما «ضعيفة» أو «مهددة بالإنقراض» على القائمة الحمراءIUCN. أما الأنواع الثلاثة الأحدث لا يزال يتعين تقييمها، ولكنها تنشأ من (وتتواصل في الخفض) صفوف مُعتقد أنها واحدة من الأنواع «الضعيفة». فمن المتوقع لكل أربعة من هؤلاء أن يُدرجوا في القائمة نفسها، إن لم تكن في وضع أكثر خطورة. كل اللوريسيات البطيئة تُهددها تجارة الحياة البرية، وفقدان الموائل. فعلى الرغم من أن مواطنهم سريعة الاختفاء وأصبحت مجزأة، جاعلًة التفريق بين أجزاء الغابات أمر مستحيل تقريبًا، فتجارة الحيوانات الأليفة الغريبة والطب التقليدي- الذي يعد طلب لا يمكن تحمله- من أعظم أسباب تراجعها. فالمعتقدات المُتأصلة عن القوى الخارقة للوريسيات البطيئة، مثل قدرتهم المزعومة لدرء الأرواح الشريرة أو لعلاج الجروح، جعلت استخدامهم في الطب التقليدي شائع. فعلى الرغم من وجود القوانين المحلية التي تحظر تجارة اللوريسيات البطيئة ومنتجاتها، فضلًا عن حماية التبادل التجاري الدولي بموجب الملحق الأول، تُباع اللوريسيات البطيئة علنًا في أسواق الحيوانات في جنوب شرق آسيا، وتُهرب إلى بلدان آخرى مثل اليابان. فقد ذاع صيتها بصفتها حيوانات أليفة في أشرطة الفيديو الفيروسية على اليوتيوب. تُقطع أسنان اللوريسيات البطيئة أو تُنزع لتجارة الحيوانات الأليفة، وغالبًا ما تموت من العدوى، أو فقدان الدم، أو سوء المناولة، أو سوء التغذية.

## التاريخ التطوري
تعتبر اللوريسيات البطيئة- خاصًة من جنس النيكتيثبس - من رئيسيات الستريبسيرهاين التي تتعلق بأجناس أخرى من اللوريسيدات مثل اللوريس النحيف (لوريس)، والبوتو (جنس بِروديكتس)، وجنس البوتو الزائف، وجنس أركتوثِيبس أو(أنجونتيبو)، والجالاجوس من عائلة جالاجيدا، وأيضًا إلى الليمور في مدغشقر.
 فهي تعتبر عموما أكثر ارتباطًا للوريسيات النحيفة في جنوب آسيا، تليها الأنجونتيبو، والبوتو،والبوتو الزائفة من وسط وغرب أفريقيا،على الرغم من أن بعض الباحثين يفضلون إقامة علاقة أوثق بين اللوريسيات البطيئة، والبوتو القوية المماثلة من ناحية، والأنجونتيبو الأكثر رشاقة، واللوريسيات النحيفة من ناحية أخرى. ويُعتقد أن اللورسايديات قد تطورت في أفريقيا، مثلما حدث لمعظم أنواع الكائنات الحية؛ ولكن من الممكن لمجموعة واحدة أن تكون هاجرت لآسيا في وقت لاحق، وتطورت آخذة شكل اللوريس النحيف أو البطيء الذي نراه اليوم.
ظهرت اللوريسيات للمرة الأولى في السجل الأحفوري الآسيوي في العصر الميوسيني، مع السجلات التي توجد في تايلاند منذ حوالي 18 مليون سنة  وفي باكستان منذ حوالي تسة عشرة ملايين عام . ويستند الرقم القياسي التايلاندي على السن الواحدة الأكثر شبهًا للوريسيات البطيئة الحية الموجودة اليوم، والتي يتم تصنيفها مبدئيًا بصفتها نوعًا من جنس النيكتيثبس. ولكن ماذا يدعى هذا النوع؟ أنه «لنجلوم» من جنس النيكتيثبس، حيثُ يستخدم التسميات المفتوحة (والتي سبقت هذه العلامة «؟») للدلالة على الطابع المؤقت للإحالة.  تم العثور على العديد من اللوريسيات في ودائع «سيواك» في باكستان، يؤرخ من ستة عشر إلى ثمانية، بما في ذلك القرود الضيقة واللوريس الصغير. معظم تلك الأنواع صغيرة، ولكن شكل غير مسمى تعود من خمسة إلى ستة عشرة، ويماثل في الحجم أكبر أحياء اللوريسيات البطيئة. ويشير التحليل الساعة الجزيئية إلى أن اللوريسيات البطيئة قد بدأت تتطور لتصبح نوعا متميزًا منذُ حوالي 10(mya).  ويعتقد أنها قد وصلت إلى جزر ساندأيلاند عندما تعرضت سوندا في أوقات انخفاض مستوى سطح البحر، ونتج عن ذلك تشكل الجسر البري بين البر الرئيس والجزر الواقعة قبالة سواحل جنوب شرق آسيا.

### الإكتشاف والتصنيف
أول ما ذُكر عن اللوريس البطيء في الأدب العلمي كان منذُ عام 1770 ،عندما وصف رجل ألماني الجنسية «أرنوت فوسمير» (1799-1720) نموذج مما يعرف اليوم بالنيكتثيبيوس بينغالينسيس،الذي تسلمه منذ عامين سابقين. قام عالم الطبيعة الفرنسي الجنسية مؤخرًا، «جورج لويس لكلير،» بالتساؤل عن قرار «فوسمير» في أن يتتبع أصل الحيوانات الكسولة، مُجادلًا أنه بدلًا من ذلك، كان الأقرب أن ينحاز إلى لوريسيات السيلون _ والتي تعرف اليوم بلوريسيات السيري لانكا_ وأيضًا لوريسيات البنغال.  . كان الاستخدام الأول لكلمة «لوريس» في عام 1765 بواسطة «بوفُن» كأقرب مُعادل للاسم الألماني "loeris". دعم العالم الفيزيائي «ويليام بايرد» هذه الدراسة مؤخرًا في عشرينات القرن التاسع عشر، والذي أشار إلي أن الكلمة الألمانية النشأ "loeris" تعني «المُهرج».
في عام 1785، كان عالم الفيزياء والطبيعة «بيتر بودرت» أول من يقوم رسميًا بوصف فصيلة من اللوريس البطيء تحت مُسمى «تارديجراديوس كوكانجو». «. وكانت هذه الفصيلة تندرج بشكل أساسي تحت»tailless maucauco«، الذي وصفها» توماس بينانت «في عام 1781، بأنها تُعتبر ضمن اللورس البطيء صّندا، أما بالنسبة لوصف» فوسمير"، فهي تُعد ضمن لوريس بينغال البطيء.. وبناءً على ذلك، نشأت بعض الخلافات حول هوية «تارديجراديوس كوكانجو»؛ الآن أُعطي الاسم للورس البطيء صندا.  . النوع التالي من اللوريس البطيء الذي تم وصفه هو لوريس بينغال البطيء، الذي يعرف الآن بنيكتِثيبيوس بينغالينسيس، أسماه "بيرنارد جيرمين ديه لاسيبيديه" في عام 1800. . وفي عام 1812، أطلق "إيتيني جيوفروي سانت هيلير" اسم جنس النيكتيسيباس، طبقًا لسلوكها المُتعلق بالليل. وهذا الاسم مُشتق من أصل يوناني قديم:(νύξ(nyx، على هيئة المُضاف إليه من (νυκτός" nyktos" "الليل«)و(»κῆβος "kêbos "القرد"). وفي هذا العمل أيضًا، قام "جيوفروي«بتسمية» نيكتِثيبيوس جافانوس".  ". وقام مؤلفون القرن التاسع عشر أيضًا مؤخرًا بتسمية جنس النيكتِثيبيوس من اللوريسيات البطيئة، ولكن مُعظمهم استخدموا اسم فصيلة التارديجراديوس ( والذي أسماه «لينايوس» في عام 1758 في كتابه «النسخة العاشرة للنظام الطبيعي») للوريسيات البطيئة، حتى أوضح علماء الثدييات «ويتمر ستون» و «جيمس أ. ج. رين» عام 1902، أن الاسم الذي أطلقه «لينايوس»، يشير في الحقيقة إلى لوريس نحيف. 
العديد من الفصائل الأخرى سُميت حوالي عام 1900، من ضمنها «نيكتِثيبس مينجنسس» (وأصلها «الليمور المينجنسس»، الذي أسماها «ريتشارد ليدكَر» عام 1893،وأيضًا النيكتِثيبيوس بيجيميوس، والذي أسماها «جون جيمس لويس بونهوت» عام 1907.  . ومع ذلك في عام 1939، دمج «ريجنالد إينيس بوكوك» كل اللوريسيات البطيئة في فصيلة واحدة، وهي «نيكتثيبيوس كوكانجو»،وممن تأثروا به، عالِم الرئيسات «وليام تشارلز عثمان هيل»، والذي نهج المنهاج ذاته في كتابه «الرئيسات: علم التشريح والتصنيف المُقارن»، الذي أصدره عام 1953. . وفي عام 1971، أدرك «كولين جروفز» لورس بايجيم البطيء (نيكتِثيبيوس بيجيميوس)، بأنه فصيلة مُنفصلة، وقسم «نيكتِثيبيوس كوكانجو» إلى أربعة نُويعات، في حين في عام 2001، أفصح «جروفز» عن رأيه أن هناك ثلاثة فصائل وهي (نيكتثيبيوس كوكانجو- نيكتِثيبيوس بيجيميوس- نيكتِثيبيوس بينغالينسيس)، وأن فصيلة «نيكتثيبيوس كوكانجو» تنقسم لثلاثة نُويعات وهي ( نيكتثيبيوس كوكانجو كوكانجو- نيكتثيبيوس كوكانجو مينجنسس- نيكتثيبيوس كوكانجو جافانوس ).

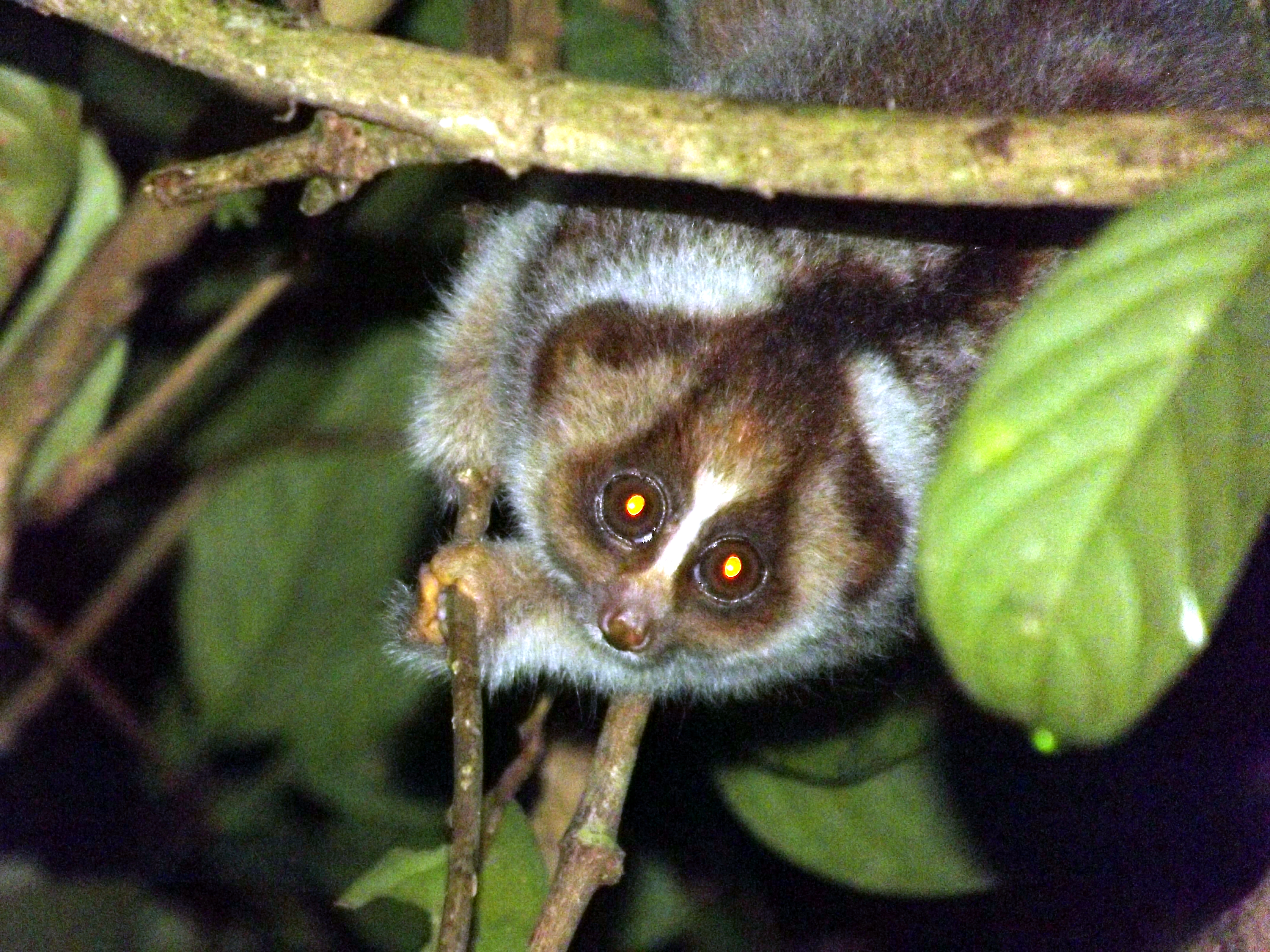
اللوريس البطيء كايان (نيكتِثيبيوس نيكتِثيبيوس كايان) تميز لوريس كايان البطئ عن لوريس بورنينوس البطيء في عام 2012.
.

وفي عام 2006، رُفع «لورس جزيرة بورنيو» لدرجة الفصائل ( كفصيلة نيكتِثيبس مينجنسس )القائم على أساس التحليل الجزيئي لتسلسلات الحمض نووي ريبوزي منقوص الأكسجين، لل (D-loop) و (السيتوكروم ب). وفي عام 2008، أكد «جروفز» و «إبنو مريانتو» على تعزيز النوع الخامس، وهو «لورس جوان البطيء»، لحالة الفصائل، وهي حركة أُقتُرحت في دراسات سابقة منذُ عام 2000. وأقاموا مناقشتهم على تحليل مورفولوجيا الجُمجُمية وصفات إهاب الحيوان الثديي. فالتفريق بين الفصائل استند أكثر على الإختلاف في المورفولوجيا، مثل الحجم، ولون الفرو، وعلامات الرأس.
للمساعدة في توضيح حدود الأنواع والسلالات،وتحديد ما إذا التصنيفات القائمة على التشكل تتسق مع العلاقات التطورية، وقد تم التحقيق في علاقات النشوء والتطور داخل جنس النيكتثيبس بواسطة «تشن» وزملاؤه باستخدام تسلسل الحمض النووي المستمدة من علامات الميتوكوندريا D حلقة (D-loop) والسيتوكروم ب.  وتركزت التحليلات الجزيئية السابقة باستخدام علم النواة الخلوية، والانزيمات المُقيدة، وتسلسل الحمض النووي على فهم العلاقات بين عدد قليل من الأنواع، وليس نسالة من جنس بأكمله. أثبتت أن التحليلات التي نشرت في عام 2006 من قبل «تشن» وزملاؤه غير حاسمة، على الرغم من أن اختبار واحد اقترح أن نيكتِثيبيوس كوكانجو و نيكتِثيبيوس بينغالينسيس يشتركوا في علاقة تطورية أوثق مع بعضهم البعض من أعضاء الأنواع الخاصة بهم، وربما يعود ذلك إلى تهجين تضميني حيث إن الأفراد الذين اختباروا هذه الأصناف الإثنين نشأوا في منطقة «سيمبتري» في جنوب تايلاند.وقد أُيدت هذه النظرية من خلال دراسة أجريت عام 2007، توضح أن مقارنة الإختلافات في تسلسل الحمض النووي بين نيكتِثيبيوس بينغالينسيس و نيكتِثيبيوس كوكانجو، واقترح أن هناك تدفق للجينات بين النوعين.
وفي عام 2012، ارتقى اثنين من المرادفات التصنيفية (المعترف بها سابقا باسم السلالات) من لورس جزيرة بورنيو-(نيكتِثيبيوس بنكانوس)و(نيكتِثيبيوس بورنينوس)- إلى المركز الأنواع، وأنواع جديدة مثل(نيكتِثيبيوس كايان) تميزت أيضًا عن لورس جزيرة بورنيو.اسندت راشيل موندز وآنا نيكاريس وسوزان فورد هذه المراجعات التصنيفية على علامات مميزة في الوجه.

## علم التشريح ووظائف الأعضاء

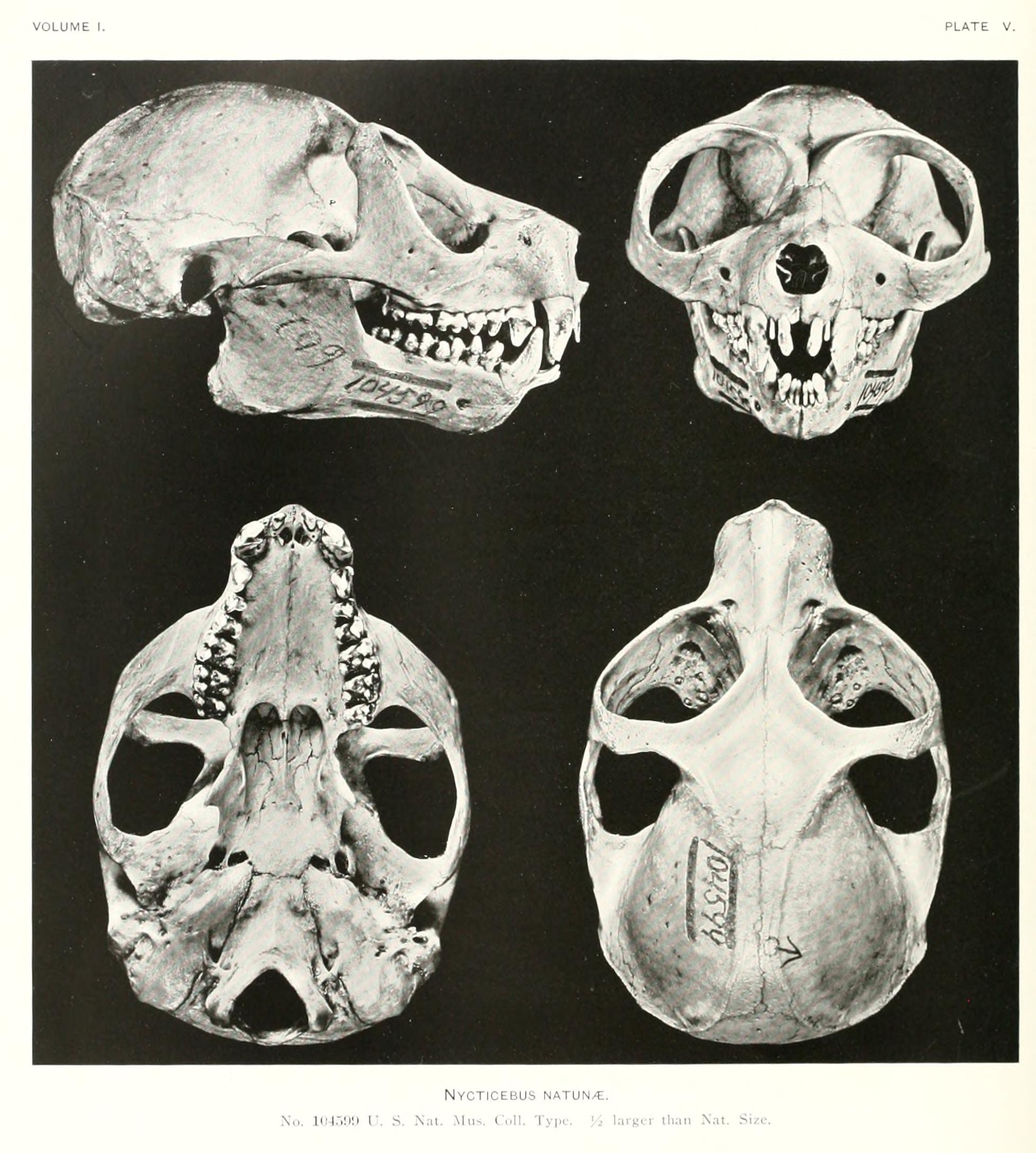
جمجمة اللوريس البطيء صُندا

لدى اللوريسيات البطيئة رأس مستدير، لأن جُمجمتهم أقصر عن غيرها من قردة الليمور ( القردة في عصر ما قبل القردة، وهي مجموعة شبه تطور السلالات التي تشمل قرود رئيسيات ستريبسيرهاين و"tarsiers" ). مثل اللورسايديات الأخرى، خطمها لا تفتق نحو الجزء الأمامي من الوجه كما هو الحال في الليمور، مما يجعل الوجه يبدو أقل طُولًا ومُدببًا. فخطم اللوريس البطيء مُدبب بصورة أقل مُقارنة باللوريسيات النحيفة. كما هو الحال مع غيرها من أعضاء اللورسايديات، فالمسافة التي بين الحجاجين أقصر مما كان عليه في الليمور.  أما الجُمجمة فلديها نتوءاتًا بارزة (تلال من العظام).  أيضًا من السمات المميزة لجُمجمة اللوريس البطيء هي أن عظم القذالي مُسوى بالأرض ووُجوهها للوراء. تعود ثقبة الماغنوم (ثقب من خلالها، فيمتد الحبل الشوكي) للخلف مباشرة.  فمُخ اللوريس البطيء يتمتع بطيات أكثر (تلافيف)عن مُخ الجالاجوس (من عائلة جالاجيدا(. 

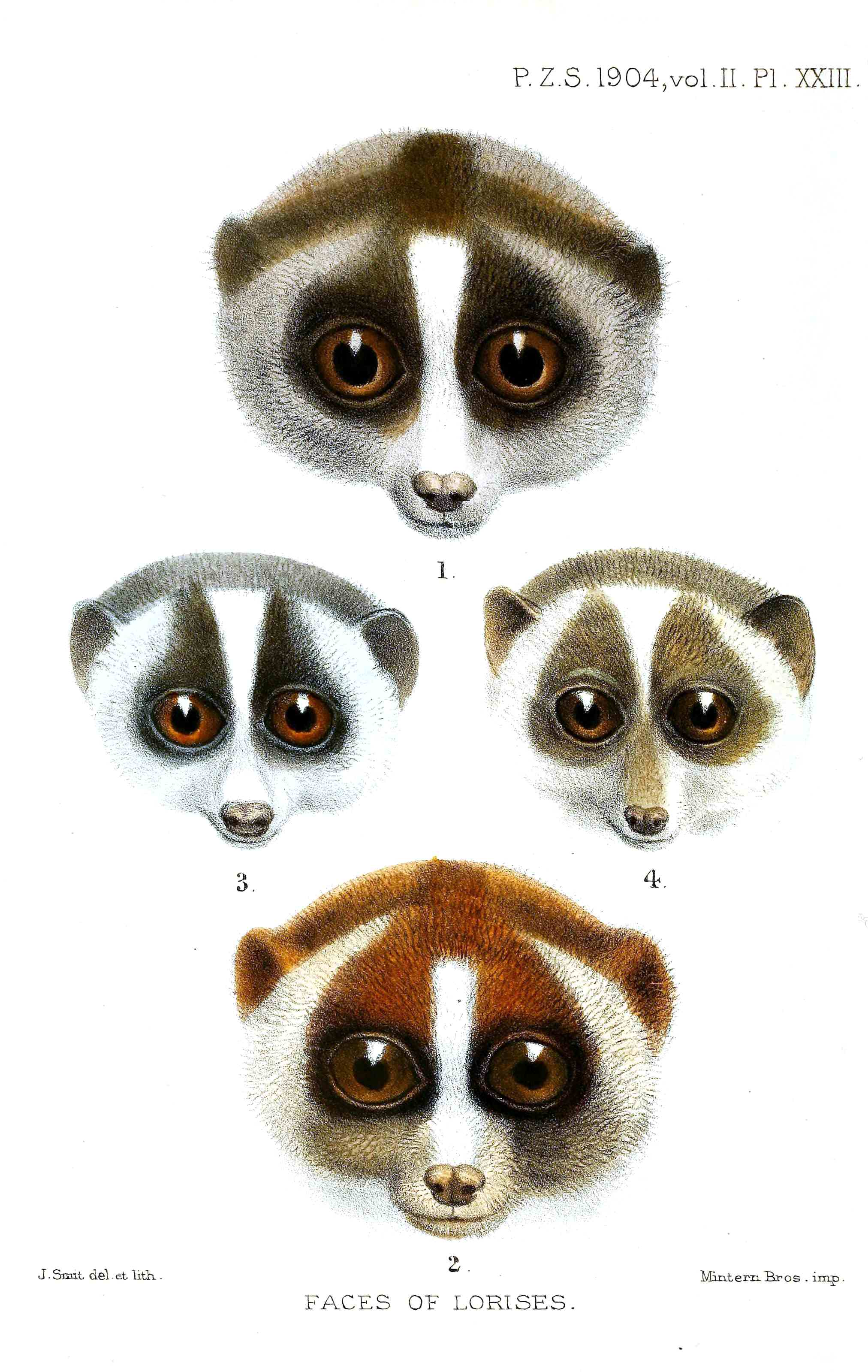
أنماط التلون حول العينين تختلف بين اللوريسيات النحيلة (في وسط الإثنين)، وبين اللوريسيات البطيئة (أعلى وأسفل).

الآذان صغيرة ويغطيها القليل من الشعر، ومخبأة في الفراء. على غرار اللوريسيات النحيفة، الفرو الذي يوجد حول وفوق العينين مُظلم. على عكس اللوريسيات النحيفة، في أن الشريط الأبيض الذي يفصل بين حلقات العين يوسع سواء على طرف الأنف أو على الجبين بينما يتلاشى أيضا على الجبين.  فمِثل قرود رئيسات الستريبسيرهاين، تُغطي الأنف والشِفة بجِلد رطب يُسمى «الأنف الرطب»، وهي جهاز الإحساس.
عيون اللوريسيات البطيئة مُوجهة للأمام، وذلك يعطيها رؤية ستيريو. فعيونهم كبيرة، وتمتلك طبقة عاكسة، تُسمى بساط لوكيدوم، والتي تُحسن الرؤية منخفضة الإضاءة. فمن الممكن أن هذه الطبقة تطمس الصور التي يرونها، والضوء المُنعكس قد يتداخل مع الضوء الوارد. لدى اللوريسيات البطيئة رؤية أحادية اللون، بمعنى أنها ترى في الظلال لون واحد فقط. فهي تفتقر إلى الجين أوبسين الذي من شأنه أن يسمح لهم بالكشف عن الضوء الطولي الموجي القصير، والذي يتضمن الألوان الزرقاء والخضراء. 
معادلة الأسنان للوريسيات البطيئة {\displaystyle {\tfrac {2.1.3.3}{2.1.3.3}}\times 2=36}، وهذا يعني أن على كل جانب من الفم هناك نوعان..العلوي (الفك العلوي) والسفلي (الفك السفلي)أوالقواطع، واحدة ناب علوي وسفلي، وثلاثة علوي والضواحك السفلية، وثلاثة أضراس علوية وسُفلية، وهذا يعطي في النهاية مجموعه 36 أسنان دائمة. كما هو الحال في جميع الأنواع الرئيسة من الستريبسيرهاين، قواطعهم السُفلى والناب افتراشية (تقع بالأسفل وتبرز للخارج)، مُكونة مشط الأسنان، والذي يستخدم لاستمالة الشخصية والاجتماعية والتغذية. يتم الاحتفاظ بمشط الأسنان نظيفة عن طريق لسان فرعي أو «تحت اللسان»، هيكل مُتخصص يعمل مثل فرشاة الأسنان لإزالة الشعر وغيرها من الحطام. يمتد اللسان الفرعي أسفل طرف اللسان، ويميل مع نقاط كيراتينية ومُسننة والتي تُشعل النار بين الأسنان الأمامية.
أنياب الفك العلوي لدى اللوريسيات البطيئة كبيرة نسبيًا، فقواطعهم العلوية الداخلية (إنسي) أكبر من قواطعهم العلوية الخارجية (البعيدة)، ولديهم ما يُسمى بالفلجة (الفجوة) بين ناب والضاحك الأول. فالضاحك الأول للفك السفلي ممدود، والضرس الأخير لديه ثلاثة نتوءات على التاج، أقصر من تلك التي تقع بالقرب من الخلف. فالحنك العظمِي (سقف الفم) يعود للخلف مثل الرحى الثانية.
تتراوح اللوريسيات البطيئة في الوزن عن لوريسيات البورنينوس البطيئة فيما بين 265 غراما (9.3 أونصة) إلى قدر 2.100 غرام (74 أوقية) عند لوريس البنغال البطيئة.  لدى اللوريسيات البطيئة أجسام قوية البنية، وذيولها عبارة عن بذرة فقط، مُخبأة تحت الفراء الكثيفة. فأطوال رؤوسهم مُجتمعة والجسم تختلف حسب الأنواع، ولكنها تتراوح ما بين 18 إلى 38 سم (7،1 حتي 15،0 بوصة) بين جميع الأنواع. فجذعها أطول عن سليف القردة الآخرين  لأن لديهم من 15 إلى 16 فقرة في الصدر، مُقارنة مع سُلفائهم من القردة التي لديهم من 12 إلى 14 فقرة.  وهذا يعطي لهم المزيد من القدرة على التنقل عند اللف والتمتد نحو الفروع القريبة. ففَقراتهم الأُخرى تشمل سبع فقرات عُنقية، وست أو سبع فقرات أسفل الظَهر، وست أو سبع فقرات عجزية، وسبعة إلى أحد عشر فقرات ذيلية. 

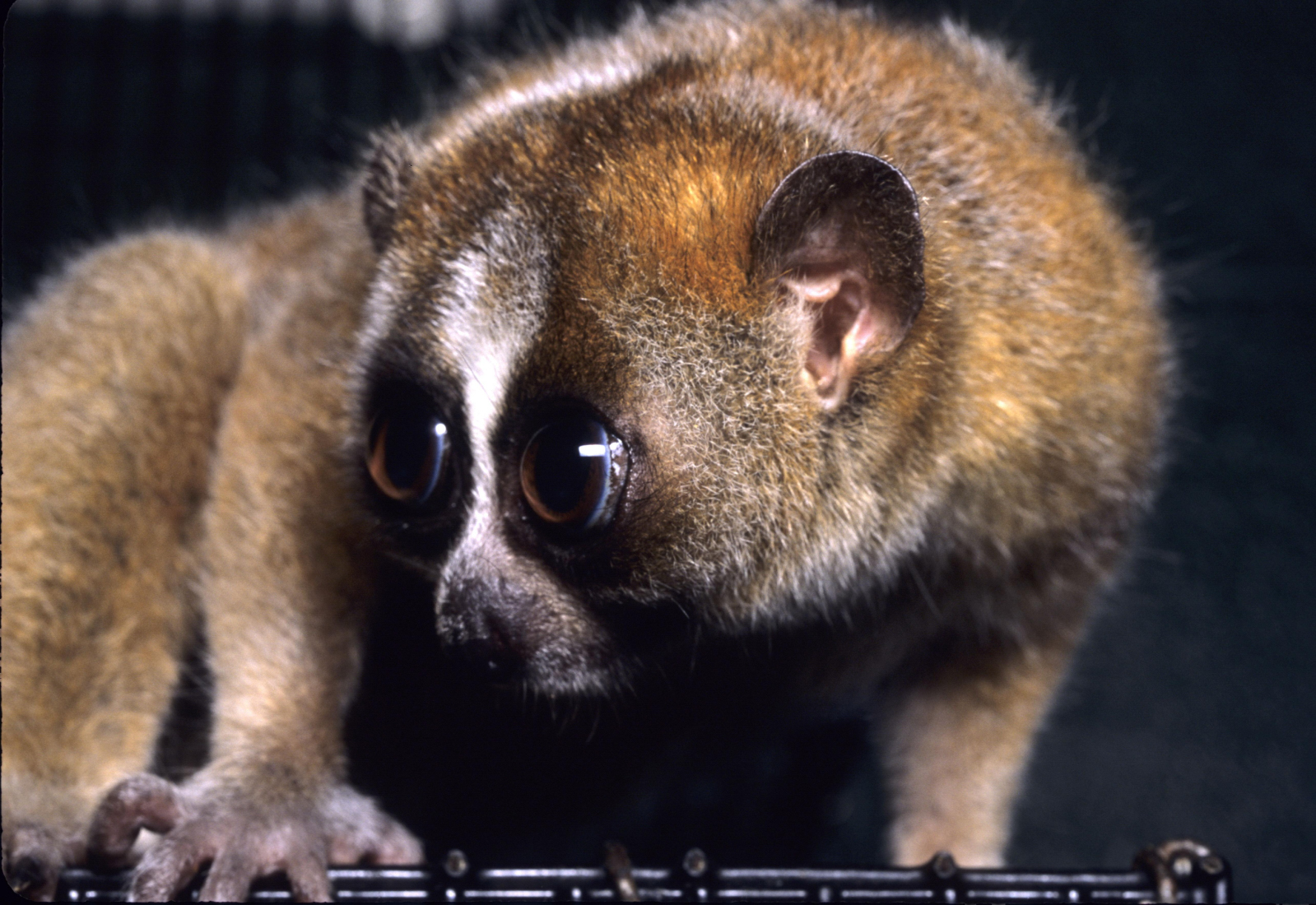
عيون اللوريسيات البطيئة كبيرة الحجم، ولها طبقة عاكسة تُسمى (كيدوم البساط) لمساعدتهم على رؤية أفضل ليلًا.

على عكس الجلاجوس، التي لديها الساقين أطول من اليدين، فإن اللوريسيات البطيئة لديها ذراعين وساقين مُتساوية الطول تقريبًا.  المُؤشر بين الأطراف (نسبة الذِراع لطول السَاق) تتوسط 89، مُشيرًا إلى أن أطرافها الأمامية أقصر قليلًا من أطرافها الخلفية.  كما هو الحال مع اللوريسيات النحيلة، أذرعهم أطول من جسمهم قليلًا،  ولكن أطراف اللوريسيات البطيئة قوية البنية أكثر. 
لدى اللوريسيات البطيئة قوة التقات للأشياء رهيبة، باستخدام كلتا أيديهم وأرجلهم، بسبب العديد من التخصصات التي يمتازون بها.  يُمكنهم الإمساك بالفُروع بإحكام مع جهد قليل بسبب ترتيب عضلي في أيديهم وأرجلهم خاص، حيثُ يحيد الإبهام في ما يقرب من 180 درجة عن بقية الأصابع، في حين أن إبهام القدم (اصبع القدم الكبير) يتراوح بين أن تكون متعامدة ومشيرًا إلى الوراء قليلًا.

أصابع القدم لديها عضلات كبيرة مثنية التي تنبع من الطرف السفلي من عظم الفخذ، مما يساعد على إضفاء قدرة استيعاب قوية إلى الأطراف الخلفية.  الرقم الثاني من اليد قصير بالمُقارنة مع الأرقام الأُخرى ، بينما في القدم، الإصبع الرابع هو الأطول.  فالإبهام القوي يساعد على التصرُف مثل المَشبك عندما تتمسك الأرقام الثلاثة، والأربعة، والخمسة بالجانب الآخر من فرع شجرة.  وهذا يعطي أيديهم وأرجلهم مظهر يشبه الكماشة.  ويمكن عقد قبضة قوية لساعات دون أن تفقد الإحساس؛ بسبب وجود «شبكة الميرابيل» (شبكة من الشعيرات الدموية)، وهي سمة مشتركة بين جميع اللوريسيات.  كلا اللوريسيات النحيلة والبطيئة لديهم أقدام قصيرة نسبيًا.  مثل جميع «البروسيميانز» تقريبًا، لديهم مخلب الاستمالة على إصبع القدم الثاني من كل قدم. 
لدى اللوريسيات البطيئة معدل الأيض القاعدي مُنخفض بشكل غير عادي، حوالي 40٪ من القيمة النموذجية للثدييات المشيمة من حجمها، مُمَاثلة لتلك التي لدى الكسلان. نظرًا لأنها تستهلك نظام غذائي نسبي ذات السعرات الحرارية العالية التي تتوفر على مدار العام، وقد اقترح أن هذا الأيض البطيء ويرجع أساسًا إلى ضرورة القضاء على مركبات سامة من طعامهم. على سبيل المثال، يمكن للوريسيات البطيئة أن تتغذى على لحاء نبات الجُلتا، والتي قد تكون قاتلة للبشر. 

## التوزيع والتنوع
تم العثور على اللوريسيات البطيئة في جنوب وجنوب شرق آسيا. فطائفتهم الجماعية تمتد من شمال شرق الهند خلال الهند الصينية، ومن الشرق إلى أرخبيل سولو (الجزر الصغيرة بجنوب الفلبين)، وجنوب جزيرة جاوة (بما في ذلك بورنيو وسومطرة، والعديد من الجزر الصغيرة المجاورة). 
فهي موجودة في الهند (في ولاية آسام وغيرها من الدول في شمال شرق الهند) ،
والصين (مُقاطعة يوننان)،ولاوس، فيتنام، كمبوديا، بنغلادش وبورما وتايلاند وماليزيا والفلبين واندونيسيا  وبروناي  وسنغافورة.
هناك حاليًا ثمانية أنواع مُعترف بها. حيثُ يوجد لورس بايجيم البطيء (نيكتِثيبيوس بيجيميوس) في شرق نهر ميكونغ في مقاطعة يوننان، ولاوس، وفيتنام، وكمبوديا.  تم تقسيم لوريس نيكتِثيبيوس بورنينوس البطئ (نيكتِثيبس مينجنسس)،الذي وُجِد في بورنيو والجزر القريبة، بما في ذلك أرخبيل سولو  ، في عام 2012 إلى أربعة أنواع متميزة (إضافة إلى نيكتِثيبيوس بنكانوس، ونيكتِثيبيوس بورنينوس، ونيكتِثيبيوس كايان).  تم العثور على لورس جوان البطيء (نيكتِثيبيوس جافانوس) فقط على جزيرة جاوة في إندونيسيا. ويوجد اللورس البطيء صَندا (نيكتِثيبيوس كوكانجو) في سومطرة وشبه جزيرة الملايو، بما في ذلك سنغافورة وجنوب تايلاند (برزخ كرا). لدى لورس بينغال البطيء (نيكتِثيبيوس بينغالينسيس) أكبر توزيع بالنسبة لجميع اللوريسيات البطيئة؛  حيثُ يمكن العثور عليه في بنغلاديش وكمبوديا وجنوب الصين وشمال شرق الهند، لاوس، بورما، تايلاند، وفيتنام.
يتراوح وجود اللوريسيات البطيئة عبر المناطق الاستوائية وشبه الاستوائية،  وتوجد في الغابات المطيرة الابتدائية والثانوية، وكذلك بساتين الخيزران وغابات المنغروف.  فهُم يُفضلون الغابات ذات الستائر المُرتفعة الكثيفة،  على الرغم من أن بعض الأنواع كما تم العثور عليها في الموائل القلقة، مثل مزارع الكاكاو والحدائق المنزلية مُختلطة المحاصيل.  إلى حد كبير بسبب سلوكهم الليلي والصعوبات اللاحقة في القياس بدقة والحصول على وفرة في البيانات عن حجم المجموعات السكانية أو توزيع أنماط اللوريسيات البطيئة يجعل هذه الأشياء محدودة. فبشكل عام تُعتبر معدلات المُصادفة مُنخفضة؛ حيثُ إن تحليل الجمع بين العديد من الدراسات الميدانية التي تشمل الدراسات الاستقصائية التي أجريت في جنوب وجنوب شرق آسيا؛ لتحديد هذه المُعدلات، تتراوح ما بين عالية مثل 0.74 لوريسيات لكل كيلومتر للنيكتِثيبيوس كوكانجو إلى أدنى مُستوى له عند 0.05 لوريسيات لكل كيلومتر للنيكتِثيبيوس بيجيميوس. 

## السلوك والبيئة

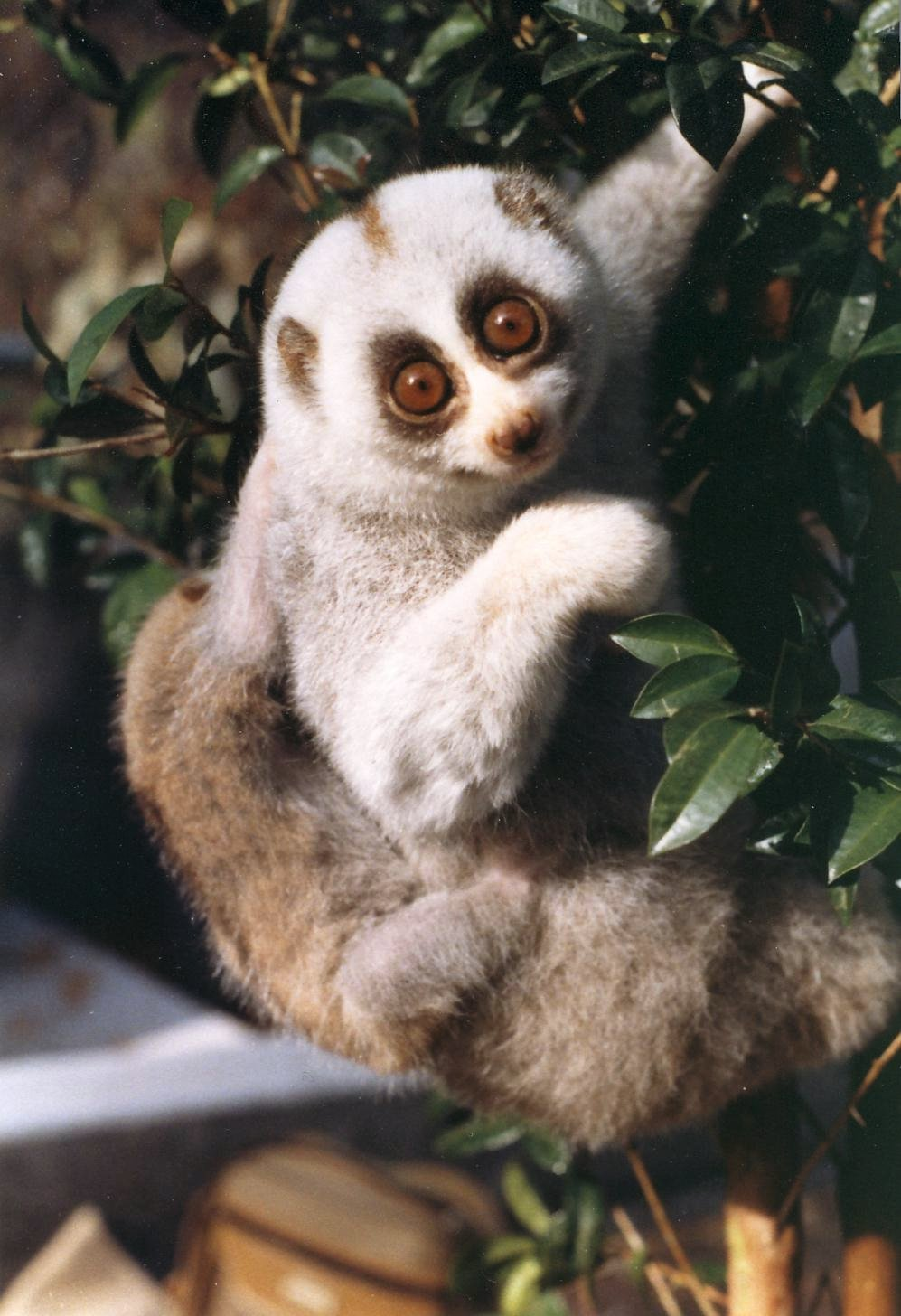
تقف الرُضع إما على الفروع أو يحملها أحد والديهم أثناء البحث عن العلف.

لا يعرف الكثير عن البنية الإجتماعية للوريسيات البطيئة، ولكن عمومًا يقضون مُعظم الليل يبحثون عن العلف بمُفردهم.  ينامون الأفراد خلال النهار، عادةً وحدها ولكن في بعض الأحيان مع لوريسيات بطيئة أُخرى.  فنطاقات منزل البالغين قد تتداخل إلى حد كبير، وتلك من الذكور عادةً ما تكون أكبر من تلك التي للإناث.  وفي غياب دراسات مُباشرة للجنس، تكهن اختصاصي الرئيسيات «سيمون بيردر» وذكر أن السلوك الاجتماعي للوريسيات البطيئة مُماثلة لتلك التي من البوتو، وهي رئيسيات ليلية أُخرى تسير بخُطى بطيئة.  ويتميز هذا النظام الإجتماعي بعدم وجود النظام الأمومي والعوامل التي تسمح للوريس البطئ أن يبقى غير واضح وتُقلل نفقات الطاقة. فالتبادلات الصوتية ومكالمات التنبيه محدودة؛ مثل رائحة تُميز برائحة البول هي الشكل السائد للإتصال.  أما الذكور البالغين، فهي إقليمية للغاية وعدوانية تجاه الذكور الأُخرى.  وتشمل الألفاظ استدعاء كيرك ودي، ودعوة بصوت يشبه نعق الغراب.  وعندما تضطرب، ويمكن للوريسيات البطيئة أيضًا إنتاج همسة أزيز مُنخفضة أو تذمر. لإجراء اتصالات مع الأفراد الآخرين، ينبعث منها بدرجة عالية من المهارة، نغمة عالية واحدة، والإناث تستخدم صافرة عالية عندما تكون في شبق. 
تُعد اللوريسيات البطيئة من المتسلقين ببطء وتعمُد، وغالبًا تتمسك بالفروع عن طريق ثلاثة من أطرافهم الأربعة. وللتنقل بين الأشجار، فإنها تقبض وتتمسك بعناية بأطراف الفروع للشجرة المُجاورة وتسحب نفسهما عبر الفجوة الصغيرة.  وتقبض أيضًا بالفروع باستخدام أقدامهم الخلفيتين، رافعًا أنفُسها في وضع مُستقيم، وتنطلق مُسرعة إلى الأمام بأيديها للقبض على الفريسة.  فجميع اللوريسيات بسبب حركتهم بطيئة، بما في ذلك اللوريسيات البطيئة، لديها آلية مكيفة خصيصًا للدٍفاع ضد الافتراس.فحركتهم البطيئة المُتعمدة بالكاد تزعج الغطاء النباتي التي تكون صامتة تمامًا تقريبًا. فبمجرد إنزعاجها فإنها تتوقف عن الحركة على الفور ،وتظل ثابتة. في إندونيسيا، تُسمى اللوريسيات البطيئة «مالو مالو» أو «اللوريسيات الخجُولة»؛ لأنها تتجمد وتغطي وجوهها عندما تُلمح.إذا حُوصرت، فإنها قد تتبنى موقفًا دفاعيًا حيثُ تتجعد وتندفع في هذا الحيوان المفترس.يشير اسم أهالى اتشيه وهو (ANGIN buah) أي («قرد الريح») إلى قدرتها على «العبور والهروب بصمت». لا يُعرف إلا القليل عن الافتراس للوريسيات البطيئة.وتشمل الحيوانات المُفترسة المُوثقة: الثعابين والصقور متوج النسر (Nisaetus cirrhatus)، وإنسان الغاب سومطرة (بونجو ابيلي).وتشمل الحيوانات المُفترسة المُحتملة الأخرى: القطط والدببة الشمس (فصيلة الدببة البنية Malayanus)،و(binturong Arctictis binturong)،وقطط الزباد.
تُفرز اللوريسيات البطيئة من الغدة العضدية ( وهي غدة لها رائحة توجد فوق الجزء العلوي من الذراع بالقرب من الإبط) حيثُ يمسح ويختلط مع لُعابهم. ففي الاختبارات، تراجعت أو أظهرت ثلاثة ضواري-(binturongs)،والفهود المرقطة (Neofelis nebulosa)، ودببة الشمس علامات أخرى من الاستياء عندما قدم مع ممسحات القطن دُهنت مع خليط من الإفراز السام واللُعاب، في حين أن الإفراز السام وحده خلق اهتمامًا خفيفًة. قبل إخفاء أبنائهم في مكان آمن، سوف تلعق إناث اللوريسيات البطيئة غددهم العضدية،وتقوم بعد ذلك بجعل صغارها كالعرسان مع مشط أسنانهم، وإيداع السم على فرائها.عندما تُهدد اللوريسيات البطيئة، قد تلعق غددها العضدية وتقوم بلدغ المعتدين، وتقديم السم في الجروح. يمكن للوريسيات البطيئة أن تكون مترددة للإفراج عن لدغة، والتي من المرجح أن تُعظم من نقل السموم. وهذه اللدغة السامة هي سمة نادرة بين الثدييات وفريدة لدى رئيسيات اللوريسيد.
وفقًا للفنون الشعبية أو الفلكلور، يُعتقد أن إفرازات الغدة العضدية بشكل عام تحتوي على سُم بسبب تفاعلات الحساسية الواضحة من قبل البشر من تأثير لدغاتهم. يمكن للوريسيات البطيئة إلحاق لدغات مؤلمة حقًا. فتُجار الحيوانات في جنوب شرق آسيا تحرص على إبقاء خزانات المياه قريبة؛ حيث أنه في حالة اللدغ، فإنها يمكنها أن تُغرق كل من ذراعها واللوريس البطيء لجعل الحيوان يموت.
فاللوريسيات ذات السُم المزعوم مشابهًا للحساسية من وبر القطط، وبالتالي فإنه يبدو من المعقول أن معظم الإفرازات مُجرد انتزاع رد فعل حساسية، وليس تسمم. تسبب لدغات اللوريس تورم مؤلم، لكنها ليست سامة ولا قاتلة. وكان يعتقد في حالة واحدة من الوفيات البشرية المُبلغ عنها في الأدبيات العلمية انها قد نتجت عن صدمة الحساسية. ترتبط البوتو منها والنحيلة ارتباطًا وثيقًا بذلك حيثُ يمكنها إلحاق لدغات ضارة.

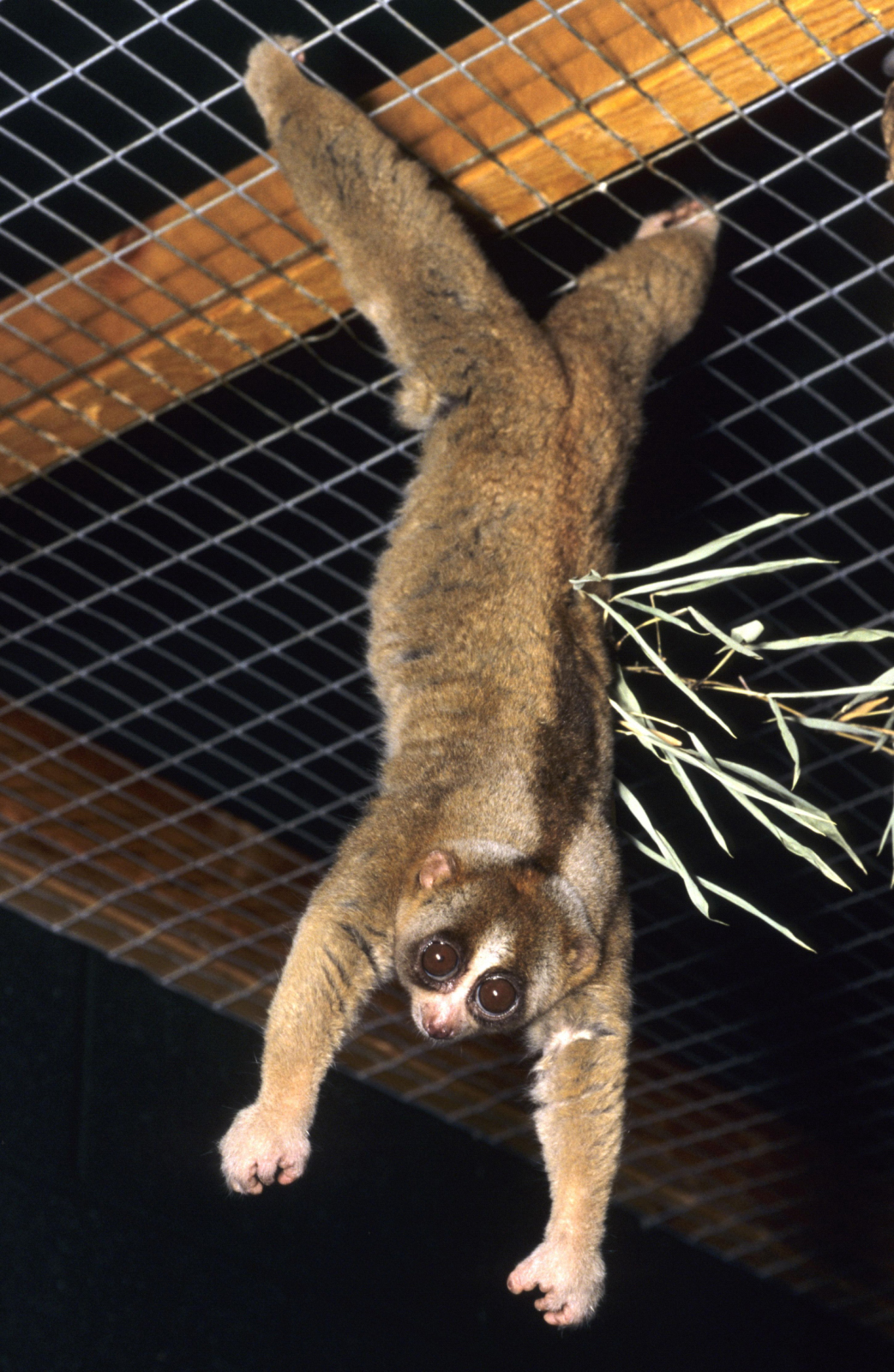
لدى اللوريسيات البطيئة شبكة خاصة من الشعيرات الدموية في أيديهم وأقدامهم التي تُمكنهم من التمسك بالفروع لساعات دون أن تفقد الإحساس.

تشير الدراسات إلى أن اللوريسيات البطيئة من (polygynandrous). وتقف الرُضع إما على الفروع في حين عُثور والديهم على الطعام أو تُحمل من قبل أحد الوالدين. فبسبب طول فترة الحمل لديهم (نحو ستة أشهر)، فالأحجام صغيرة مثل القمامة، و هُناك انخفاض في وزن المواليد، وطول فترة ما قبل الفطام (3-6 أشهر)،  وفجوات طويلة بين الولادات، وسكان لوريس البطيئة لديها واحدة من أبطأ معدلات النمو بين الثدييات المُشابهة من حيث الحجم. فمن المُحتمل أن تلد أقزام اللوريسيات البطيئة توأمين، من 50٪ إلى 100٪ من الولادات، اعتمادًا على دراسة أجريت؛ في المُقابل، هذه الظاهرة هي نادرة (حدوثها 3٪ ) عند لوريس البنغال البطيء. وأظهرت دراسة لمدة سبع سنوات لأقزام اللوريسيات البطيئة المُهجنة توزيع الجنس بشكل مُنحرف، حيثُ لكل واحدة من الإناث يولد 1.68 من الذكور.
قد تكون التربية مُستمرة على مدار السنة. ويحدث الجماع في كثير من الأحيان حين تعلق اليدين والقدمين مُتشبثة بالفروع الأفقية للحصول على الدعم. ففي لوريس الصُندا البطيئة، التزاوج يحدث في المقام الأول بين يونيو ومنتصف سبتمبر، مع دورة شبق دائم (الدورة النزوية) 29-45 يومًا وشبق دائم 1-5 أيام. كذلك يستمر الحمل ما بين 185-197 يومًا، ويزن الصغار ما بين 30 و 60 غرامًا (1.1 و 2.1 أوقية) عند الولادة. وتصل الإناث إلى مرحلة النضج الجنسي في 18 إلى 24 شهرًا، في حين أن الذكور قادرون على الاستنساخ في 17 شهرًا. ومع ذلك، فإن الآباء تصبح عدائية تجاه أبنائهم الذكور بعد 12 إلى 14 شهرًا، و تقوم بمطاردتهم للخارج. في الأسر، فإنها يمكن أن تعيش 20 سنة أو أكثر.

### النظام الغذائي
اللوريسيات البطيئة هي حيوانات آكلة اللحوم، تتناول الحشرات وغيره من المجنحات الأخرى، والطيور الصغيرة والزواحف والبيض والفواكه،والعلكة، ورحيق النباتات المتنوعة. وأشارت دراسة عام 1984 عن لوريس الصُندا البطيء أن النظام الغذائي يتكون من 71٪ الفاكهة والعلكة، و 29٪ من الحشرات وغيرها من الحيوانات الجارحة. وأظهرت دراسة أُخرى أكثر تفصيلًا للوريس الصُندا البطيء في عامي 2002 و2003 نسب غذائية مُختلفة، تتألف من 43.3٪ علكة، 31.7٪ رحيق، 22.5٪ فاكهة، و2.5٪ فقط للمجنحات وغيرها من فريسة الحيوان. والبند الغذائي الأكثر شيوعًا كان الرحيق من الزهور من نخيل البيرترام (Eugeissona tristis).  فاللوريس الصُندا البطيء يأكل الحشرات التي تتجنبها الحيوانات المفترسة الأخرى بسبب أذواقهم أو رائحتهم البغيضة.
النتائج الأولية للدراسات عن أقزام اللوريس البطيئة تُشير إلى أن النظام الغذائي يتكون أساسًَا من اللعكة والرحيق (خصوصًا من رحيق Saraca الغاطسة داخل الزهور )، والتي تشكل فريسة الحيوان بنسبة 30-40٪ من النظام الغذائي.ومع ذلك، أشار أحد التحاليل التي أجريت على براز أقزام اللوريس البطيئة عام 2002، أنها تحتوي على بقايا 98٪ الحشرات وبقايا 2٪ نبات فقط. فأقزام اللوريس البطيئة غالبًا ما تعود إلى نفس مواقع تغذية اللثة ،ويترك الحُفر واضحة على جذوع الأشجار التي تشير إلى تدفق الإفرازات. وتم الإبلاغ عن أن اللوريسيات البطيئة يمكنها التلاعب بالإفرازات على ارتفاعات تتراوح بين 1 متر (3 قدم - 3 بوصة) إلى ما يصل إلى 12 مترًا (39 قدم). فعملية التلاعب هي أن اللوريس يصنع انفجارات مُتكررة لمشط أسنانه عن طريق النباح الصلب، قد تكون صاخبة بما يكفي لتكون مسموعة حتى تصل إلى 10 مترًا (33 قدمًا) بعيدًا. فالعلامات المُتبقية بعد التلاعب يُمكن استخدامها من قٍبل العاملين الميدانيين لتقييم وجود لوريس في المنطقة. يمكن للوريسيات البطيئة الأقزام الأسيرة أيضًا صُنع علامات مُميزة في قلع ركائز خشبية، مثل الفروع. ومن الغير معروف كيف للأقزام المُتواطنة (sympatric) وللوريس البنغال البطيئة تقسيم منافذ التغذية الخاصة بهم. يتم الحصول على صموغ النبات عادًة من الأنواع في أسرة الفصيلة البقولية (البازلاء)، على نسبة عالية من الكربوهيدرات والدهون، ويمكن أن تكون بمثابة مصدر للطعام لمدة حوالي عام، أو احتياطي الطوارئ عن غيرها عندما يكون المُفضل من المواد الغذائية لديها شحيح. عدة تعديلات تشريحية موجودة في اللوريسيات البطيئة قد تؤدي إلى تعزيز قدرتها على التغذية على الإفرازات: لسان ضيق طويل لجعله أسهل للوصول للثة المُخبأة في الصدوع والشقوق، والأعور كبير لمساعدة الحيوانات على هضم الكربوهيدرات المُعقدة، والعفج القصير للمساعدة في تمرير الإفرازات السامة بسرعة. يمكن للوريسيات البطيئة استخدام كلتا يديه لتناول الطعام أثناء تعليقه رأسًا على عقب في الفرع. فهي تنفق حوالي 20٪ من أنشطتها الليلية في التغذية.

## في مجال الثقافة
المُعتقدات حول اللوريسيات البطيئة، واستخدامها في المُمارسات التقليدية عميقة الجذور، وتعود لحوالي 300 سنة على الأقل، إن لم تكُن تستند في وقت سابق على التقاليد الشفوية. ففي أواخر القرن 19 وأوائل القرن 20، أُفيد أن الناس من داخل بورنيو يعتقد أن اللوريسيات البطيئة كانت حُراس للسماوات، وأن كل شخص كان يملُك لوريس بطيء شخصي في انتظاره في الآخرة. ومع ذلك، ففي كثير من الأحيان، تُستخدم اللوريسيات البطيئة في الطب التقليدي أو لدرء الشر. المقطع التالي من كتاب ظهر في وقت مُبكر عن الرئيسيات يدل على الخُرافات المُرتبطة باللوريسيات البطيئة:
تنسب العديد من القوى الغريبة لهذا الحيوان من قبل المواطنين من البلدان التي يعيشوا بها. لا يكاد يكون هناك حدث في حياة رجُل أو امرأة أو طفل، أو حتى الحيوانات الأليفة، التي قد لا تتأثر للأفضل أو أسوأ من قبل لوريس البطيء، حيًا أو ميتًا، أو أي جزء مُنفصل من ذلك، وعلى ما يبدو لا يمكن للمرء عادًة أن يقول في ذلك الوقت، أن واحدًا منهُم تحت قوة خارقة للطبيعة. بالتالي قد يرتكب الملايو جريمة لم يقوم بإرتكابها من الأساس، ومن ثم نجد أن العدو قد دفن جزء مُعين من اللوريس تحت عتبته، الذي كان، غير معروف له، تضطره إلى التحرك لفعل ما يضره. ... [فللوريس البطيء] حياة ليست سعيدة، لأنه يرى الأشباح بصفة دائمة. هذا هو السبب في أنه يسعى دائمًا في أن يُخفي وجهه بين يديه.
في مُقاطعة موندولكيري كمبوديا، يعتقد الصيادين أن اللوريسيات يمكنها أن تُشفي من الكسور في عظامها فورًا بعد سقوطها من الفرع بحيث يُمكنها أن تصعد الشجرة مرة أُخرى. وهم يعتقدون أيضُا أن اللوريسيات البطيئة لها صلاحيات طبية لأنها تتطلب أكثر من ضربة على الرأس بالعصا للموت. وفي مُقاطعة سومطرة الشمالية، يُعتقد أن اللوريس البطيئة تستطيع أن تجلب الحظ إذا تم دفنها تحت منزل أو طريق. وفي نفس المُحافظة، استُخدمت أجزاء جسم اللوريسيات البطيئة لوضع اللعنات على الأعداء. وفي جاوة، كان يعتقد أن وضع قطعة من جمجمتها في إبريق الماء من شأنه أن يجعل الزوج أكثر إنصياعًا وإنقادًا، تمامًا مثل لوريس بطيئة في النهار.وفي الآونة الأخيرة، وثق الباحثون الإعتقاد بأن استهلاك لحوم اللوريس كان يُستخدم كمُنشط جنسي الذي يعمل على تحسين «السلطة الذكورية».واستُخدمت تاريخيًا مرارة اللوريس البطيء البنغال لصُنع الحبر لإستخدامه في رسم الوشم من قبل شيوخ القرية في بورسات وكوه كونغ من مُقاطعات كمبوديا. فنبيذ اللوريس هو الطب الكمبودي التقليدي المُفترض لتخفيف آلام الولادة، وهو مصنُوع من خليط من هيئات اللوريس ونبيذ الأرز.

## الحفظ

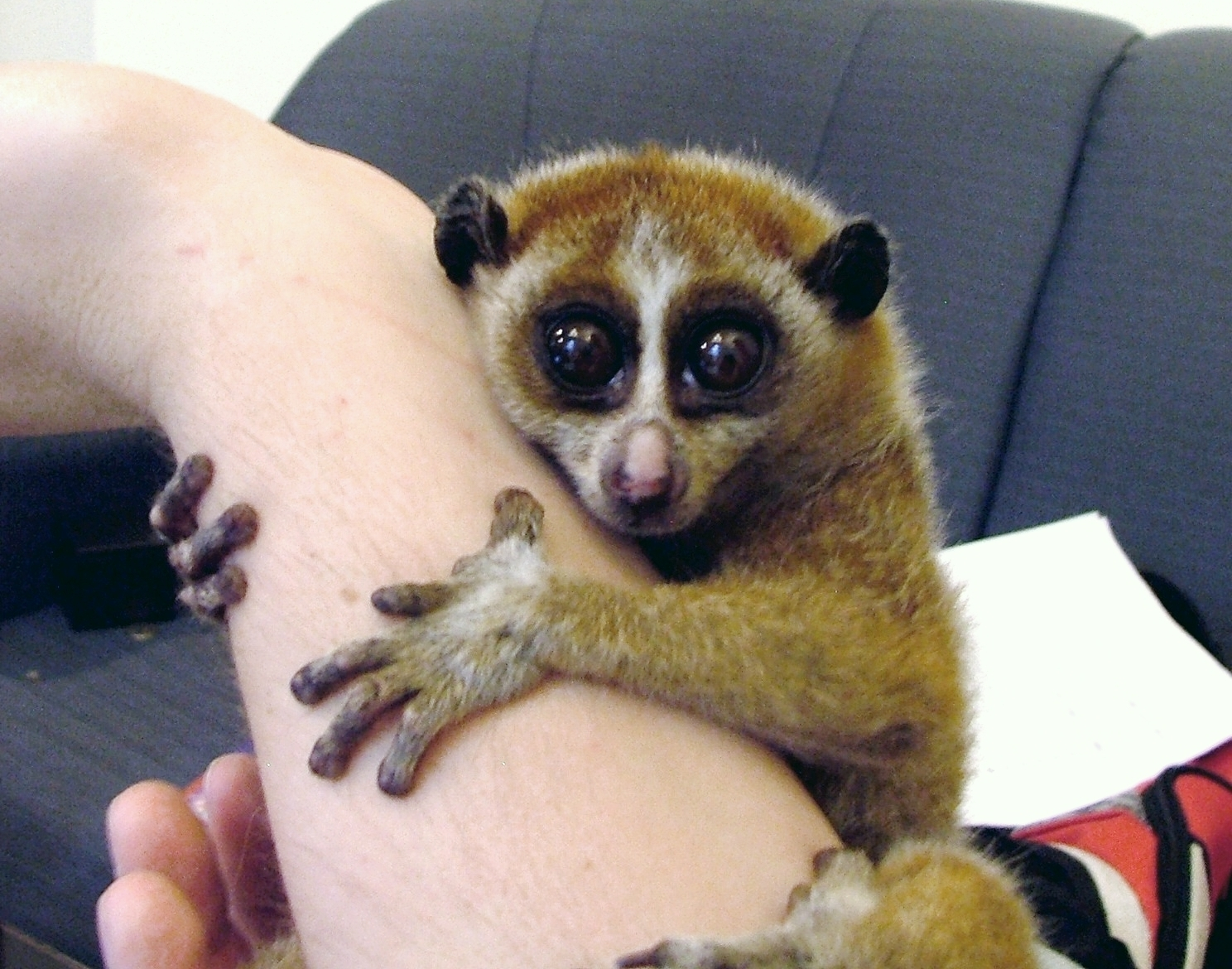
اللوريسيات البطيئة شائعة في التجارة بها كحيوانات أليفة غريبة، التي تهدد السكان البرية.

يعتبر إزالة الغابات وتجارة الأحياء البرية من أهم الأخطار التي تهدد حيوان اللُوريس البطئ. وقد خسر هذا الحيوان - اللوريس البطئ - العديد من مظناته. فلقد تم تجزئة مواطنهم، وتم عزلهم إلى مجموعات صغيرة مما أدى إلى حدوث تشتت وإعاقة بيولوجية. ومع ذلك، على الرغم من المواطن المفقودة، فإن السبب في اضمحلال اعدادهم مُرتبط أكثر بالتجارة الغير مُستدامة سواء بيعها كحيوانات أليفة غريبة أو للطب الشعبي (التقليدي).
وقد تم التعريف بكل أنواع هذا الحيوان -اللوريس البطئ- من قبل الإتحاد الدولي لحفظ الطبيعة والموارد الطبيعية على قائمتهم الحمراء وذلك قبل عام 2012 ، حيث أنه إما حيوان مُعرض للافتراس أو مُهدد بالإنقراض. وعندما كان يُنظر إلى جميع أنواع هذا الحيوان على أنه نوع واحد، فقد أدت البيانات المُتعلقة بالتسكين الغير دقيقة إلى التسكين الخطأ للحيوانات الموجودة في أسواق جنوب شرق آسيا مع الحيوان اللوريس البطئ الشائع. وقد تجلى ذلك على أنه خطأ في تقدير القائمة الحمراء كما ظهر مُؤخرا في 2000. فأحدث الأنواع الثلاثة لم يتم تقييمها من قٍبل ال IUCN، على الرغم من أن كُل واحدة منهُم كان يعتقد في مرة أنها عبارة عن مجمُوعات سكانية فرعية من لوريس بورنيو البطيئة الذي تم تقييمها بأنها «ضعيفة» في عام 2008. مع هذا التقسيم لمجموعتها والسكان، تواجه لوريس بورنيو البطيئة والأنواع الثلاثة الجديدة خطر الإنقراض أعلى من ذي قبل.
فمُنذ عام 2007، جميع الأنواع لوريس بطيئة تم حمايتها من التجارة الدولية تحت المُلحق الأول من الإتفاقية. وعلاوة على ذلك، فالتجارة المحلية غير قانونية؛ حيثُ لكل أُمة التي تتعرض لذلك بشكل طبيعي قوانين تحميهم. فعلى الرغم من وضعهم في المُلحق الأول لل CITES والحماية القانونية المحلية، لا تزال اللوريسيات البطيئة مُهددة من قٍبل كل مٍن التجارة المحلية والدولية بسبب وجود مشاكل مع الإنفاذ. وهناك حاجة إلى دراسات استقصائية لتحديد الكثافة السكانية الحالية والموائل الحيوية لجميع الأنواع من اللوريس البطيئة. فالربط بين المناطق المحمية مُهم للوريسيات البطيئة؛ لأنه لم يتم تكييفها للتفريق عبر الأرض لمسافات كبيرة. لا يرتاد سُكان البنغال وصُندا من اللوريسيات البطيئة جيدًا في حدائق الحيوان. فمن 29 من عينات الأسيرة في حدائق الحيوان في أمريكا الشمالية في عام 2008، العديد هم الهجينة التي لا يُمكن أن تولد، بينما مُعظمها كان في الماضي في سن الإنجاب. وكانت ولادة الأسير الأخير لهذه الأنواع في أمريكا الشمالية في عام 2001 في سان دييغو. فأقزام اللوريسيات البطيئة في حال أفضل بحدائق الحيوان في أمريكا الشمالية؛ حيثُ إن من أواخر الثمانينات (عندما تم استيرادها) حتى عام 2008، نما عدد السكان إلى 74 حيوان، ومُعظمهم ولدوا في حديقة حيوان سان دييغو.

### تجارة الحيوانات البرية
حتى زمن الستينيات، كان صيد اللوريسيات البطيئة بشكل مُستدام، ولكن نظرًا للطلب المُتزايد، وإنخفاض العرض، وزيادة القيمة اللاحقة بالحياة البرية التي يتم تسويقها، وتم استغلال اللوريسيات البطيئة استغلالًا مفرطًا وأصبحت الآن في مُعدل الإنحدار. ومع استخدام التكنولوجيا الحديثة، مثل أضواء البحث بالبطارية، أصبحت اللوريسيات البطيئة سهلة الإصطياد بسبب تألق أعينهم. ويُعتقد أن الطب التقليدي المصنُوع من أجزاء لوريس يُعالج الكثير من الأمراض ، والطلب على هذا الدواء يكون أكثر من المناطق الحضرية الغنية التي حلت محل صيد الكفاف ، ويحدث هذا عادًة في المناطق الريفية الفقيرة. وأظهر استطلاع أجرته اخصائية القردة العليا آنا نيكاريس وزملائها في عام 2010 أن هذه النظم العقائدية كانت قوية لدرجة أن غالبية المستطلعين أعربوا عن تردد للنظر في بدائل للأدوية القائمة على لوريس.
وتُباع اللوريسيات البطيئة محليًا في أسواق الشوارع، ولكن أيضًا تُباع دوليًا عبر الإنترنت ومتاجر الحيوانات الأليفة. 
أنها تحظى بشعبية خاصة أو عصرية في اليابان، لا سيما بين النساء. فأسباب شعبيتها، وفقًا لجمعية الحفاظ على الحياة البرية في اليابان، هي «أنهم من السهل الإحتفاظ بهم حيث أنها لا تبكي، وصغيرة في الحجم، ولطيفة جدًا.» فبسبب «فتنتهم»،أصبحت أشرطة الفيديو المُختصة بحيوان اللوريس البطيء الأكثر مُشاهدة في بعض أشرطة الفيديو المُنتشرة المُتعلقة بالحيوان على موقع اليوتيوب في كثير من الأحيان. ففي آذار 2011، بث شريط فيديو حديثًا عن لوريس بطيء حاملًا لمظلة ألوانها مثل كوكتيل من الفواكه تمت مُشاهدته أكثر من مليون مرة، في حين أن فيديو أقدم عن اللوريس البطيء يُدغدغ تمت مشاهدته أكثر من ستة ملايين مرة. ووفقًا ل «نيكاريس»، فهذه الفيديوهات يُساء فهمها من قبل مُعظم الناس الذين يشاهدونها، حيثُ إن مُعظمهم لا يُدرك أنه من الغير قانوني في مُعظم البلدان امتلاك اللوريسيات البطيئة كحيوانات أليفة، وأن اللوريسيات البطيئة التي تظهر في أشرطة الفيديو تبدو مُطيعة، فقط لأن هذا هو رد الفعل الدفاعي السلبي في حالات التهديد. على الرغم من الإعلانات المُستمرة من محلات بيع الحيوانات الأليفة في اليابان، أفاد المركز العالمي لرصد الحفظ أن بضع عشرات اللوريسيات بطيئة فقط تم استيرادها في عام 2006، مما يشير إلى عملية تهريب مُتكررة. ويتم تهريبها أيضًا إلى الصين وتايوان وأوروبا وروسيا، والولايات المتحدة، والمملكة العربية السعودية لإستخدامها كحيوانات أليفة.

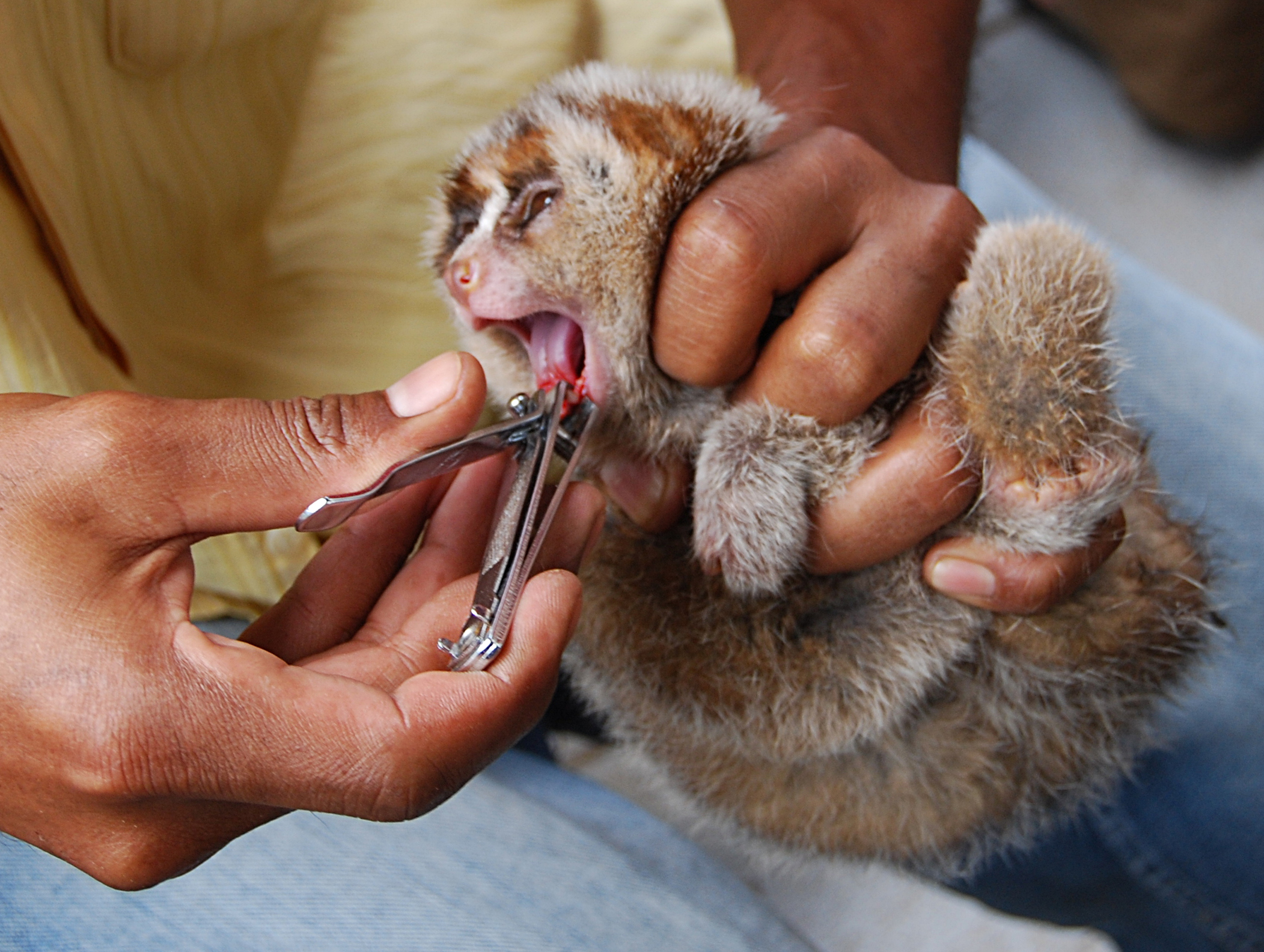
لدى اللوريسيات البطيئة أسنان أمامية مقطُوعة أو مسحُوبة عن قصد قبل بيعها كحيوانات أليفة، وهي مُمارسة غالبًا ما تُسبب العدوى والوفاة.

حتى داخل بُلدانهم الأصلية، فاللوريسيات البطيئة تُعتبر حيوانات أليفة شعبية جدًا،  وبخاصة في اندونيسيا. ويُنظر إليها على أنها «لعبة حية» للأطفال من قبل السكان المحليين أو يتم شراؤها من قبل السياح الغربيين كشفقة أو المُغتربين. لا يعرف المُشترين المحليين أو الأجانب عادًة شيئًا عن هذه الرئيسيات، وضعهم الخطر، أو أن تجارة غير قانونية. 
وعلاوة على ذلك، فإن قلة تعرف عن رائحتهم القوية أو لدغتهم التي يمكن أن تكون مُميتة. وفقًا لبيانات تم جمعها من الاستطلاعات والمُقابلات مع التجار المحليين الشهرية، ما يقرب من ألف من اللوريسيات البطيئة تتبادل مصادر محلية الأيدي في سوق الطيور في مدينة «ميدان» سومطرة الشمالية خلال أواخر العقد الأول من القرن 21.
تُسبب التجارة الدولية عادًة ارتفاع في مُعدل الوفيات أثناء العبور، ما بين 30٪ و 90٪. وتشهد اللوريسيات البطيئة أيضًا العديد من المشاكل الصحية الناجمة عن كل من التجارة المحلية والدولية. من أجل إعطاء الانطباع بأن الرئيسيات هي ترويض الحيوانات الأليفة والملائمة للأطفال، لحماية الناس من لدغاتهم السامة، أو لخداع المُشترين إلى التفكير في أن الحيوان هو طفل،  فتجار الحيوانات إما يسحبون الأسنان الأمامية باستخدام كماشة أو قواطع الأسلاك أو يعزلوهم مع قطع الظفر. وهذا يؤدي إلى نزيف حاد، والذي يُسبب أحيانًا صدمة أو الموت. فعدوى الأسنان هي الشائعة والفادحة في 90٪ من الحالات.  ودون أسنانهم، لا يُمكن للحيوانات أن يدافعوا عن أنفسهم في البرية، ويجب أن تظل في الأسر من أجل الحياة. واللوريسيات البطيئة التي وجدت في أسواق الحيوانات عادًة ما تُعاني من نقص الوزن وسوء التغذية، وفرائها مصبوغ، مما يُعَقد عملية تحديد الأنواع في مراكز الإنقاذ. وحوالي ما يصل إلى 95٪ من اللوريسيات البطيئة التي تم انقاذهم من الأسواق، يمُوتون من عدوى الأسنان أو سوء الرعاية.
كجزء من التجارة، يتم سحب الرُضع من آبائهم قبل الأوان، مما يجعلهم غير قادرين على إزالة بُولهم، وبُرازهم، وإفرازات البشرة الدُهنية من فرائها. فاللوريسيات البطيئة لديها شبكة خاصة من الأوعية الدموية في اليدين والقدمين، مما يجعلها عُرضة للإنقطاع عندما تُسحب من أقفاصها السلكية التي تُحفظ بها. فاللوريسيات البطيئة هي أيضًا حساسة للإجهاد ولا 
تُحسن التصرُف بشكل جيد في الأسر. فالمشاكل الصحية الشائعة التي تُرى في الحيوانات الأليفة كاللوريسيات البطيئة تشمل نقص التغذية، وتسوس الأسنان، ومرض السكري، والسمنة، والفشل الكلوي. فالعدوى، والإجهاد، والالتهاب الرئوي، وسوء التغذية يؤدي إلى ارتفاع مُعدلات الوفيات بين اللوريسيات الأليفة. ويفشل أصحاب الحيوانات الأليفة أيضًا في توفير الرعاية المُناسبة لهذه الحيوانات؛ لأنها عادًة ما تكون نائمة عندما تستيقظ الحيوانات الأليفة ليلًا.

### استشهاد أدبي
- Alterman، L. (1995). "Toxins and toothcombs: potential allospecific chemical defenses in Nycticebus and Perodicticus". في Alterman، L.؛ Doyle، G.A.؛ Izard، M.K (المحررون). Creatures of the Dark: The Nocturnal Prosimians. New York, New York: Plenum Press. ص. 413–424. ISBN:978-0-306-45183-6. OCLC:33441731. {{استشهاد بكتاب}}: الوسيط |ref=harv غير صالح (مساعدة)
- Ankel-Simons، F. (2007). Primate Anatomy (ط. 3rd). San Diego, California: Academic Press. ISBN:0-12-372576-3. {{استشهاد بكتاب}}: الوسيط |ref=harv غير صالح (مساعدة)
- Bearder، Simon K. (1987). "Lorises, Bushbabies, and Tarsiers: Diverse Societies in Solitary Foragers". في Smuts، Barbara B.؛ Cheney، Dorothy L.؛ Seyfarth، Robert M.؛ Wrangham، Richard W.؛ Struhsaker، Thomas T. (المحررون). Primate Societies. Chicago, Illinois: The University of Chicago Press. ISBN:0-226-76716-7. {{استشهاد بكتاب}}: الوسيط |ref=harv غير صالح (مساعدة)
- Boddaert، Pieter (1785). Elenchus animalium. Hake. OCLC:557474013. مؤرشف من الأصل في 2014-01-03. {{استشهاد بكتاب}}: الوسيط |ref=harv غير صالح (مساعدة)
- Chen، J. -H.؛ Pan، D.؛ Groves، C. P.؛ Wang، Y. -X.؛ Narushima، E.؛ Fitch-Snyder، H.؛ Crow، P.؛ Thanh، V. N.؛ Ryder، O.؛ Zhang، H. -W.؛ Fu، Y.؛ Zhang، Y. (2006). "Molecular phylogeny of Nycticebus inferred from mitochondrial genes". International Journal of Primatology. ج. 27 ع. 4: 1187–1200. DOI:10.1007/s10764-006-9032-5. {{استشهاد بدورية محكمة}}: الوسيط |ref=harv غير صالح (مساعدة)
- Chen، Z.؛ Zhang، Y.؛ Shi، L.؛ Liu، R.؛ Wang، Y. (1993). "Studies on the chromosomes of genus Nycticebus". Primates. ج. 34 ع. 1: 47–53. DOI:10.1007/BF02381279. {{استشهاد بدورية محكمة}}: الوسيط |ref=harv غير صالح (مساعدة)
- Choudhury، A. U. (1988). "Priority ratings for conservation of Indian primates". Oryx. ج. 22 ع. 2: 89–94. DOI:10.1017/S0030605300027551. {{استشهاد بدورية محكمة}}: الوسيط |ref=harv غير صالح (مساعدة)
- Choudhury، A. U. (1992). "The slow loris (Nycticebus coucang) in North-East India". Primate Report. ج. 34: 77–83. {{استشهاد بدورية محكمة}}: الوسيط |ref=harv غير صالح (مساعدة)
- Elliot، Daniel Giraud (1913). A Review of the Primates. Monograph series, no. 1. New York, New York: American Museum of Natural History. OCLC:1282520. مؤرشف من الأصل في 2018-10-01. {{استشهاد بكتاب}}: الوسيط |ref=harv غير صالح (مساعدة)
- Fitch-Snyder، Helena؛ Schulze، Helga؛ Streicher، Ulrike (2003). "Enclosure design for captive slow and pygmy lorises". في Shekelle, Myron; Maryanto, Ibnu; Groves, Colin; Schulze, Helga; Fitch-Snyder, Helena (المحرر). Primates of the Oriental Night. Proceedings of the Indonesian Workshop: Taxonomy, husbandry, and conservation of tarsiers and lorises. Jakarta, Indonesia, 15–25 February 2003 (PDF). Cibinong, Indonesia: LIPI Press. ص. 123–135. ISBN:978-979-799-263-7. مؤرشف من الأصل (PDF) في 2012-01-13. {{استشهاد بكتاب}}: الوسيط |ref=harv غير صالح (مساعدة)صيانة الاستشهاد: أسماء متعددة: قائمة المحررين (link)
- Fitch-Snyder، H.؛ Livingstone، K. (2008). "Lorises: The Surprise Primate". ZooNooz. San Diego Zoo: 10–14. ISSN:0044-5282. {{استشهاد بدورية محكمة}}: الوسيط |ref=harv غير صالح (مساعدة)
- Flynn، L.J.؛ Morgan، M.E. (2005). "New lower primates from the Miocene Siwaliks of Pakistan". في Lieberman، D.E.؛ Smith، R.J.؛ Kelley، J (المحررون). Interpreting the past: Essays on human, primate, and mammal evolution in honor of David Pilbeam. Brill Academic Publishers. ص. 81–101. ISBN:978-0-391-04247-6. {{استشهاد بكتاب}}: الوسيط |ref=harv غير صالح (مساعدة)
- Forbes، Henry O. (1896). A Hand-book to the Primates. London: E. Lloyd. ج. 1. مؤرشف من الأصل في 2017-08-21. {{استشهاد بكتاب}}: الوسيط |ref=harv غير صالح (مساعدة)
- Geoffroy Saint-Hilaire, Étienne (1812). Suite au Tableau des Quadrummanes. Seconde Famille. Lemuriens. Strepsirrhini (بالفرنسية). Vol. 19. pp. 156–170. Archived from the original on 2021-06-06. {{استشهاد بكتاب}}: |صحيفة= تُجوهل (help) and الوسيط |ref=harv غير صالح (help)
- Groves، C.P. (2001). Primate Taxonomy. Washington, D.C.: Smithsonian Institution Press. ISBN:978-1-56098-872-4. OCLC:44868886. {{استشهاد بكتاب}}: الوسيط |ref=harv غير صالح (مساعدة)
- Groves، C.P. (2005). "Order Primates". في Wilson، D.E.؛ Reeder، D.M (المحررون). Mammal Species of the World: A Taxonomic and Geographic Reference (ط. 3rd). مطبعة جامعة جونز هوبكينز. ص. 111–184. ISBN:978-0-8018-8221-0. OCLC:62265494. {{استشهاد بكتاب}}: الوسيط |ref=harv غير صالح (مساعدة)
- Groves، Colin P. (1971). "Systematics of the genus Nycticebus". Proceedings of the Third International Congress of Primatology. Zürich, Switzerland. ج. 1. ص. 44–53. {{استشهاد بكتاب}}: الوسيط |ref=harv غير صالح (مساعدة)صيانة الاستشهاد: مكان بدون ناشر (link)
- Groves، C.؛ Maryanto، I. (2008). "Craniometry of slow lorises (genus Nycticebus) of insular Southeast Asia". في Shekelle، M.؛ Maryanto، I.؛ Groves، C.؛ Schulze، H.؛ Fitch-Snyder، H. (المحررون). Primates of the Oriental Night. Cibinong, Indonesia: Indonesian Institute of Sciences. ص. 115–122. {{استشهاد بكتاب}}: الوسيط |ref=harv غير صالح (مساعدة) والوسيط |إظهار المحررين=5 غير صالح (مساعدة)
- دُوِي:10.1007/978-0-387-34810-0_12
This citation will be automatically completed in the next few minutes. You can jump the queue or expand by hand
- Husson، A.M.؛ Holthuis، L.B. (1953). "On the early editions of Lacépède's "Tableaux des mammifères et des oiseaux", with remarks on two hitherto overlooked species: Lori bengalensis Lacépède, 1800, and Ornithorhynchus novae hollandiae Lacépède, 1800". Zoologische Mededelingen. ج. 32 ع. 19: 211–219. مؤرشف من الأصل في 2020-04-07.
- Krane، S.؛ Itagaki، Y.؛ Nakanishi، K.؛ Weldon، P. J. (2003). ""Venom" of the slow loris: sequence similarity of prosimian skin gland protein and Fel d 1 cat allergen" (PDF). Naturwissenschaften. ج. 90 ع. 2: 60–62. Bibcode:2003NW.....90...60K. DOI:10.1007/s00114-002-0394-z. PMID:12590298. مؤرشف من الأصل (PDF) في 2016-06-09. {{استشهاد بدورية محكمة}}: الوسيط |ref=harv غير صالح (مساعدة)
- Lacépède, B.G.E. de la Ville comte de (1800). "Classification des oiseaux et des mammifères". Séances des écoles normales, recueillies par des sténographes, et revues par les professeurs (بالفرنسية). Paris: imprimerie du cercle-social. 9 (appendix): 1–86. Archived from the original on 2017-06-27. {{استشهاد بدورية محكمة}}: الوسيط |ref=harv غير صالح (help)
- Lydekker، R. (1893). "Mammalia". Zoological Record. ج. 29: 55 pp. مؤرشف من الأصل في 2014-06-27. {{استشهاد بدورية محكمة}}: الوسيط |ref=harv غير صالح (مساعدة)
- Martin، R.D. (1979). "Phylogenetic aspects of prosimian behavior". في Doyle, G.A.; Martin, R.D (المحرر). The Study of Prosimian Behavior. New York, New York: Academic Press. ISBN:978-0-12-222150-7. OCLC:3912930. {{استشهاد بكتاب}}: الوسيط |ref=harv غير صالح (مساعدة)صيانة الاستشهاد: أسماء متعددة: قائمة المحررين (link)
- McGreal، S. (2008). "Vet Describes the Plight of Indonesia's Primates" (PDF). IPPL News. International Primate Protection League. ج. 35 ع. 1: 7–8. ISSN:1040-3027. مؤرشف من الأصل (PDF) في 2021-02-09. {{استشهاد بدورية محكمة}}: الوسيط |ref=harv غير صالح (مساعدة)
- Mein، P.؛ Ginsburg، L. (1997). "Les mammifères du gisement miocène inférieur de Li Mae Long, Thaïlande : systématique, biostratigraphie et paléoenvironnement". Geodiversitas. ج. 19 ع. 4: 783–844. ISSN:1280-9659. {{استشهاد بدورية محكمة}}: الوسيط |ref=harv غير صالح (مساعدة) Abstract in French and English.
- Menon، Vivek (2009). Mammals of India. Princeton, New Jersey: Princeton University Press. ISBN:978-0-691-14067-4. {{استشهاد بكتاب}}: الوسيط |ref=harv غير صالح (مساعدة)
- Munds، R. A.؛ Nekaris، K. A. I.؛ Ford، S. M. (2013) [2012 online]. "Taxonomy of the Bornean slow loris, with new species Nycticebus kayan (Primates, Lorisidae)" (PDF). American Journal of Primatology. ج. 75 ع. 1: 46–56. DOI:10.1002/ajp.22071. PMID:23255350. مؤرشف من الأصل (PDF) في 2020-11-16. {{استشهاد بدورية محكمة}}: الوسيط |ref=harv غير صالح (مساعدة)
- Navarro-Montes، Angelina؛ Nekaris، Anna؛ Parish، Tricia J. (2009). "Trade in Asian slow lorises (Nycticebus): using education workshops to counter an increase in illegal trade". Living Forests ع. 15. مؤرشف من الأصل في 2011-01-26. {{استشهاد بدورية محكمة}}: الوسيط |ref=harv غير صالح (مساعدة)
- Nekaris، K.A.I.؛ Bearder، S.K. (2010). "Chapter 4: The Lorisiform Primates of Asia and Mainland Africa: Diversity Shrouded in Darkness". في Campbell، C.؛ Fuentes، C.A.؛ MacKinnon، K.؛ Bearder، S.؛ Stumpf، R. (المحررون). Primates in Perspective. New York, New York: Oxford University Press. ص. 34–54. ISBN:978-0-19-539043-8. {{استشهاد بكتاب}}: الوسيط |ref=harv غير صالح (مساعدة)
- دُوِي:10.1007/978-1-4419-1560-3_22
This citation will be automatically completed in the next few minutes. You can jump the queue or expand by hand
- Nekaris، K. A. I.؛ Shepherd، C. R.؛ Starr، C. R.؛ Nijman، V. (2010). "Exploring cultural drivers for wildlife trade via an ethnoprimatological approach: a case study of slender and slow lorises (Loris and Nycticebus) in South and Southeast Asia". American Journal of Primatology. ج. 72 ع. 10: 877–886. DOI:10.1002/ajp.20842. PMID:20806336. {{استشهاد بدورية محكمة}}: الوسيط |ref=harv غير صالح (مساعدة)
- دُوِي:10.1007/978-1-4419-6661-2_8
This citation will be automatically completed in the next few minutes. You can jump the queue or expand by hand
- Nekaris، K.A.I.؛ Bearder، S.K. (2007). "Chapter 3: The Lorisiform Primates of Asia and Mainland Africa: Diversity Shrouded in Darkness". في Campbell، C.؛ Fuentes، C.A.؛ MacKinnon، K.؛ Panger، M.؛ Stumpf، R. (المحررون). Primates in Perspective. New York, New York: Oxford University Press. ص. 28–33. ISBN:978-0-19-517133-4. {{استشهاد بكتاب}}: الوسيط |ref=harv غير صالح (مساعدة)
- Nekaris، K.A.I.؛ Jaffe، S. (2007). "Unexpected diversity of slow lorises (Nycticebus spp.) within the Javan pet trade: implications for slow loris taxonomy". Contributions to Zoology. ج. 76 ع. 3: 187–196. مؤرشف من الأصل (PDF) في 2011-01-09. {{استشهاد بدورية محكمة}}: الوسيط |ref=harv غير صالح (مساعدة)
- Nekaris، K.A.I.؛ Nijman، V. (2007). "CITES Proposal Highlights Rarity of Asian Nocturnal Primates (Lorisidae: Nycticebus)" (PDF). Folia Primatologica. ج. 78: 211–214. DOI:10.1159/000102316. مؤرشف من الأصل في 2011-01-11. {{استشهاد بدورية محكمة}}: الوسيط |ref=harv غير صالح (مساعدة)
- Nowak، R.M. (1999). Walker's Mammals of the World (ط. 6th). Baltimore, Maryland: Johns Hopkins University Press. ISBN:0-8018-5789-9. مؤرشف من الأصل في 2016-04-28. {{استشهاد بكتاب}}: الوسيط |ref=harv غير صالح (مساعدة)
- Osman Hill، W.C. (1953a). Primates Comparative Anatomy and Taxonomy I—Strepsirhini. Edinburgh Univ Pubs Science & Maths, No 3. Edinburgh University Press. OCLC:500576914. {{استشهاد بكتاب}}: الوسيط |ref=harv غير صالح (مساعدة)
- Osman Hill، W.C. (1953b). "Early records of the slender loris and its allies". Proceedings of the Zoological Society of London. ج. 123 ع. 1: 43–47. DOI:10.1111/j.1096-3642.1953.tb00153.x. {{استشهاد بدورية محكمة}}: الوسيط |ref=harv غير صالح (مساعدة)
- Palmer، T.S. (1904). Index Generum Mammalium: A List of the Genera and Families of Mammals. Washington: G.P.O. OCLC:1912921. مؤرشف من الأصل في 2021-02-23. {{استشهاد بكتاب}}: الوسيط |ref=harv غير صالح (مساعدة)
- Pan، D.؛ Chen، J. H.؛ Groves، C.؛ Wang، Y. X.؛ Narushima، E.؛ Fitch-Snyder، H.؛ Crow، P.؛ Jinggong، X.؛ وآخرون (2007). "Mitochondrial control region and population genetic patterns of Nycticebus bengalensis and N. pygmaeus". International Journal of Primatology. ج. 28 ع. 4: 791–799. DOI:10.1007/s10764-007-9157-1. {{استشهاد بدورية محكمة}}: الوسيط |ref=harv غير صالح (مساعدة)
- Perelman، P.؛ Johnson، W. E.؛ Roos، C.؛ Seuánez، H. N.؛ Horvath، J. E.؛ Moreira، M. A. M.؛ Kessing، B.؛ Pontius، J.؛ Roelke، M.؛ Rumpler، Y.؛ Schneider، M. P.؛ Silva، A.؛ O'Brien، S. J.؛ Pecon-Slattery، J. (2011). Brosius، Jürgen (المحرر). "A molecular phylogeny of living primates". PLoS Genetics. ج. 7 ع. 3: e1001342. DOI:10.1371/journal.pgen.1001342. PMC:3060065. PMID:21436896. {{استشهاد بدورية محكمة}}: الوسيط |ref=harv غير صالح (مساعدة)صيانة الاستشهاد: دوي مجاني غير معلم (link)
- Phillips، E.M.؛ Walker، A. (2002). "Chapter 6: Fossil lorisoids". في Hartwig، W.C (المحرر). The Primate Fossil Record. Cambridge, New York: Cambridge University Press. ISBN:978-0-521-66315-1. {{استشهاد بكتاب}}: الوسيط |ref=harv غير صالح (مساعدة)
- Pocock، R.I. (1939). The fauna of British India, including Ceylon and Burma. Mammalia, vol. 1. London: Taylor and Francis.
- Rowe، Noel (1996). The Pictorial Guide to the Living Primates. East Hampton, New York: Pogonias Press. ISBN:0-9648825-0-7. {{استشهاد بكتاب}}: الوسيط |ref=harv غير صالح (مساعدة)
- Sanchez، K.L. (2008). "Indonesia's Slow Lorises Suffer in Trade" (PDF). IPPL News. International Primate Protection League. ج. 35 ع. 2: 10. ISSN:1040-3027. مؤرشف من الأصل (PDF) في 2020-10-20. {{استشهاد بدورية محكمة}}: الوسيط |ref=harv غير صالح (مساعدة)
- Seiffert، E.R.؛ Simons، E.L.؛ Attia، Y. (2003). "Fossil evidence for an ancient divergence of lorises and galagos". Nature. ج. 422 ع. 6930: 421–424. DOI:10.1038/nature01489. PMID:12660781. {{استشهاد بدورية محكمة}}: الوسيط |ref=harv غير صالح (مساعدة)
- Seiffert، E.R.؛ Simons، E.L.؛ Ryan، T.M.؛ Attia، Y. (2005). "Additional remains of Wadilemur elegans, a primitive stem galagid from the late Eocene of Egypt" (PDF). Proceedings of the National Academy of Sciences. ج. 102 ع. 32: 11396–11401. DOI:10.1073/pnas.0505310102. مؤرشف من الأصل (PDF) في 2015-09-24. {{استشهاد بدورية محكمة}}: الوسيط |ref=harv غير صالح (مساعدة)
- Starr، C.؛ Nekaris، K. A. I.؛ Streicher، U.؛ Leung، L. (2010). "Traditional use of slow lorises Nycticebus bengalensis and N. pygmaeus in Cambodia: an impediment to their conservation" (PDF). Endangered Species Research. ج. 12 ع. 1: 17–23. DOI:10.3354/esr00285. مؤرشف من الأصل (PDF) في 2021-02-11. {{استشهاد بدورية محكمة}}: الوسيط |ref=harv غير صالح (مساعدة)
- Stone، Witmer؛ Rehn، James A.G. (1902). "A collection of mammals from Sumatra, with a review of genera Nycticebus and Tragulus". Proceedings of the Academy of Natural Sciences of Philadelphia. ج. 54: 127–142. مؤرشف من الأصل في 2014-01-03. {{استشهاد بدورية محكمة}}: الوسيط |ref=harv غير صالح (مساعدة)
- Sussman، R.W. (2003). Primate Ecology and Social Structure (ط. Revised First). Boston, Massachusetts: Pearson Custom Publishing. ج. Volume 1: Lorises, Lemurs, and Tarsiers. ISBN:978-0-536-74363-3. {{استشهاد بكتاب}}: |المجلد= يحوي نصًّا زائدًا (مساعدة) والوسيط |ref=harv غير صالح (مساعدة)
- Tan، C. L.؛ Drake، J. H. (2001). "Evidence of tree gouging and exudate eating in pygmy slow lorises (Nycticebus pygmaeus)". Folia Primatologica. ج. 72 ع. 1: 37–39. DOI:10.1159/000049918. {{استشهاد بدورية محكمة}}: الوسيط |ref=harv غير صالح (مساعدة)
- Thomas، Oldfield (1922). "Note on the nomenclature of the Northern Slow-loris". The Journal of the Bombay Natural History Society. ج. 28: 433. مؤرشف من الأصل في 2021-01-25. {{استشهاد بدورية محكمة}}: الوسيط |ref=harv غير صالح (مساعدة)
- Thorn، J.S.؛ Nijman، V.؛ Smith، D.؛ Nekaris، K.A.I. (2009). "Ecological niche modelling as a technique for assessing threats and setting conservation priorities for Asian slow lorises (Primates:Nycticebus)". Diversity and Distributions. ج. 15: 289–298. DOI:10.1111/j.1472-4642.2008.00535.x. {{استشهاد بدورية محكمة}}: الوسيط |ref=harv غير صالح (مساعدة)
- Swapna، N.؛ Radhakrishna، S.؛ Gupta، A.K.؛ Kumar، A. (2010). "Exudativory in the Bengal slow loris (Nycticebus bengalensis) in Trishna Wildlife Sanctuary, Tripura, northeast India". American Journal of Primatology. ج. 72 ع. 2: 113–121. DOI:10.1002/ajp.20760. PMID:19937974. {{استشهاد بدورية محكمة}}: الوسيط |ref=harv غير صالح (مساعدة)
- Swapna، N.؛ Gupta، Atul؛ Radhakrishna، Sindhu (2008). "Distribution survey of Bengal Slow Loris Nycticebus bengalensis in Tripura, northeastern India" (PDF). Asian Primates Journal. ج. 1 ع. 1: 37–40. مؤرشف من الأصل (PDF) في 2011-07-27. اطلع عليه بتاريخ 2014-01-29. {{استشهاد بدورية محكمة}}: الوسيط |ref=harv غير صالح (مساعدة)
- دُوِي:10.1002/(SICI)1098-2345(1997)43:2<159::AID-AJP5>3.0.CO;2-W
This citation will be automatically completed in the next few minutes. You can jump the queue or expand by hand
- Wang، Wen؛ Su، Bing؛ Lan، Hong؛ Liu، Ruiqing؛ Zhu، Chunling؛ Nie، Wenhui؛ Chen، Yuze؛ Zhang، Yaping (1996). "Interspecific differentiation of the slow lorises (genus Nycticebus) inferred from ribosomal DNA restriction maps". Zoological Research. ج. 17: 89–93. {{استشهاد بدورية محكمة}}: الوسيط |ref=harv غير صالح (مساعدة)
- Wiens، Frank (2002). Behavior and ecology of wild slow lorises (Nycticebus coucang): social organization, infant care system, and diet (PDF) (Ph.D. thesis). Bayreuth University. مؤرشف من الأصل (PDF) في 2012-03-09. اطلع عليه بتاريخ 2014-01-29. {{استشهاد بأطروحة}}: الوسيط |ref=harv غير صالح (مساعدة)
- Wiens، Frank؛ Zitzmann، Annette (2003). "Social structure of the solitary slow loris Nycticebus coucang (Lorisidae)". Journal of Zoology. ج. 261 ع. 1: 35–46. DOI:10.1017/S0952836903003947. {{استشهاد بدورية محكمة}}: الوسيط |ref=harv غير صالح (مساعدة)
- Wiens، Frank؛ Zitzmann، Annette؛ Hussein، Nor Azman (2006). "Fast food for slow lorises: is low metabolism related to secondary compounds in high-energy plant diet?". Journal of Mammalogy. ج. 87 ع. 4: 790–798. DOI:10.1644/06-MAMM-A-007R1.1. {{استشهاد بدورية محكمة}}: الوسيط |ref=harv غير صالح (مساعدة)
- Wilde، H. (1972). "Anaphylactic shock following bite by a 'slow loris', Nycticebus coucang". The American Journal of Tropical Medicine and Hygiene. ج. 21 ع. 5: 592–594. ISSN:0002-9637. PMID:5075669. {{استشهاد بدورية محكمة}}: الوسيط |ref=harv غير صالح (مساعدة)
- Worcester، D.C.؛ Bourns، F.S. (1905). "Letters from the Menage Scientific Expedition to the Philippine Islands". Bulletin of the Minnesota Academy of Natural Sciences. ج. 4: 131–172. مؤرشف من الأصل في 2021-01-12. {{استشهاد بدورية محكمة}}: الوسيط |ref=harv غير صالح (مساعدة)
- Zhang، Y. -P.؛ Chen، Z. -P.؛ Shi، L. -M. (1993). "Phylogeny of the slow lorises (genus Nycticebus): an approach using mitochondrial DNA restriction enzyme analysis". International Journal of Primatology. ج. 14 ع. 1: 167–175. DOI:10.1007/BF02196510. {{استشهاد بدورية محكمة}}: الوسيط |ref=harv غير صالح (مساعدة)